# Charles-Maurice de Talleyrand-Périgord
Vous lisez un « article de qualité » labellisé en 2010.
« Talleyrand » redirige ici. Pour les autres significations, voir Talleyrand (homonymie) et Périgord (homonymie).
Pour les autres membres de la famille, voir Maison de Talleyrand-Périgord.
Charles-Maurice de Talleyrand-Périgord, communément appelé Talleyrand, né le 2 février 1754 à Paris où il est mort le 17 mai 1838, est un homme d'Église, un homme d'État et un diplomate français, actif du règne de Louis XVI à celui de Louis-Philippe, particulièrement pendant les périodes de la Révolution, de l'Empire et de la Restauration.
Issu d'une famille de haute noblesse, mais souffrant d'un pied bot, il est orienté vers une carrière ecclésiastique en vue de prendre la succession de son oncle, archevêque de Reims. Ordonné prêtre en 1779, il est nommé en 1788 évêque d'Autun. Sous la Révolution, il adhère d'abord à la Constitution civile du clergé (1790), puis renonce à la prêtrise pour mener une vie laïque.
Talleyrand occupe des postes de pouvoir sous la plupart des régimes qui se succèdent en France : sous l'Ancien Régime, il est agent général du clergé (1780) ; en 1789, il se fait élire député du clergé aux États généraux, est un moment président de l'Assemblée nationale constituante en 1790 et est à l'origine de la Constitution civile du clergé ; en 1792-1793, il est ambassadeur de France au Royaume-Uni ; sous le Directoire, il est ministre des Relations extérieures et le reste sous le Consulat et l'Empire ; en 1814, il est président du gouvernement provisoire ; sous la Restauration, il est ambassadeur, ministre des Affaires étrangères et président du Conseil des ministres ; enfin, sous la monarchie de Juillet, il est ambassadeur.
Il assiste aux couronnements de Louis XVI en 1775, de Napoléon Ier en 1804 et de Charles X en 1825.
Il intervient fréquemment dans les questions économiques et financières, pour lesquelles son acte le plus fameux est la proposition de nationalisation des biens du clergé en 1789. Toutefois, sa renommée provient surtout de sa carrière diplomatique exceptionnelle, dont l'apogée est le congrès de Vienne. Homme des Lumières, libéral convaincu, tant du point de vue politique et institutionnel que social et économique, Talleyrand théorise et cherche à appliquer un « équilibre européen » entre les grandes puissances.
Réputé pour sa conversation, son esprit et son intelligence, il mène une vie entre l'Ancien Régime et le XIXe siècle. Surnommé le « diable boiteux » et décrit comme un traître cynique plein de vices et de corruption ou au contraire comme un dirigeant pragmatique et visionnaire, soucieux d'harmonie et de raison, admiré ou détesté par ses contemporains, il suscite de nombreuses études historiques et artistiques.

## Origines familiales et formation

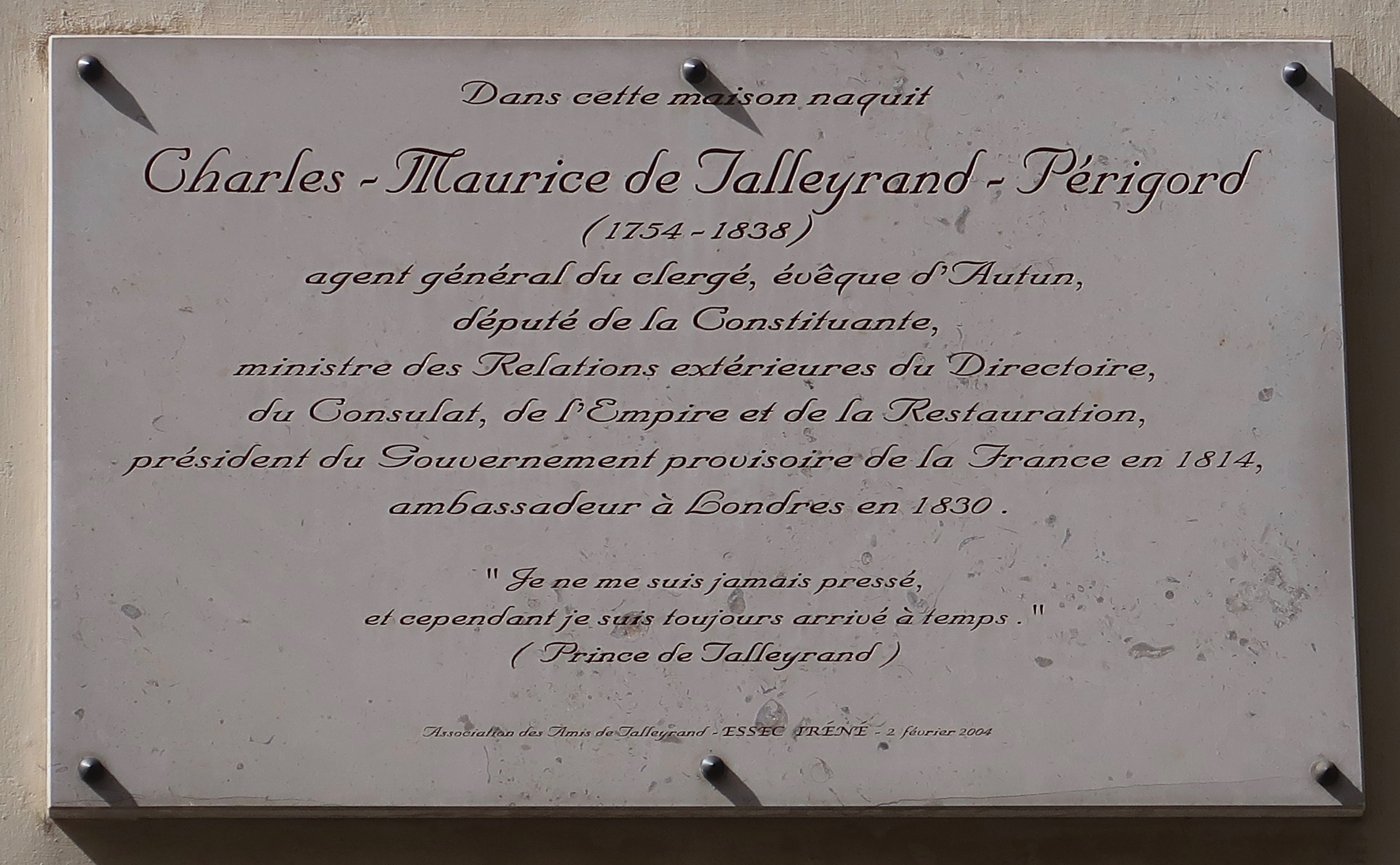
Plaque 4 rue Garancière (Paris).

### Naissance
Charles-Maurice de Talleyrand-Périgord naît le 2 février 1754 au domicile de ses parents, sis au numéro 4 de la rue Garancière à Paris,,. Il est baptisé le jour même de sa naissance, comme l'atteste l'acte de baptême du registre de la paroisse Saint-Sulpice pour l'année correspondante. L'original de ce document n'existe plus mais un extrait en a été fourni par Talleyrand lui-même lors de son mariage,,.
Ses biographes s'appuient sur cet extrait pour retenir le 2 février 1754 comme date de naissance, à l'exception de François-Auguste Mignet, qui donne le 13 février 1754, erreur reprise et diffusée par la Nouvelle Biographie générale éditée par Ambroise Firmin-Didot au XIXe siècle.

### Famille
Il est le fils aîné de Charles-Daniel de Talleyrand-Périgord (1734-1788), chevalier de Saint-Michel en 1776, lieutenant général en 1784, qui appartient à une branche cadette de la maison de Talleyrand-Périgord, bien que sa filiation avec les comtes de Périgord soit contestée. Il vit le plus souvent à la cour de Versailles, assez désargenté.
La mère de Charles-Maurice est Alexandrine de Damas d'Antigny (1728-1809), devenue l'épouse de Charles-Daniel en 1751, et nommée à cette occasion dame d'honneur de la dauphine Marie-Josèphe de Saxe.
Talleyrand est le neveu d'Alexandre-Angélique de Talleyrand-Périgord (1736-1821), archevêque de Reims en 1777, puis cardinal et archevêque de Paris en 1817.
Il compte aussi parmi ses ancêtres Jean-Baptiste Colbert et Étienne Marcel.
Il a deux frères cadets :
- Archambaud (1762-1838)
- Boson (1764-1830).

### Premières années et problème du pied bot
Avant la parution des mémoires de Talleyrand en 1889, plusieurs versions circulaient à propos de l'enfance de Talleyrand, en particulier de l'origine de son pied bot. Ces mémoires sont la source d'informations la plus exploitée sur cette partie de sa vie, mais la version donnée par Talleyrand est contestée par une partie des historiens.

#### Version donnée par Talleyrand dans ses mémoires
Selon lui, il a été immédiatement confié à une nourrice qui l'a gardé quatre ans chez elle dans le faubourg Saint-Jacques, ce qui n'est pas le cas de ses frères ; il serait tombé d'une commode à l'âge de quatre ans, origine de son pied bot.
Cette infirmité lui aurait valu de ne pas pouvoir accéder à des fonctions militaires et d'être destitué de son droit d'aînesse par ses parents qui le destinent alors à une carrière ecclésiastique. C'est son frère cadet, Archambaud, qui prend sa place (l'aîné des fils étant mort en bas âge). Ses deux frères sont mariés avec de riches héritières de la noblesse de robe, Archambaud avec Sabine Olivier de Sénozan (1764-1794) et Boson avec Charlotte de Beauffin de Puisigneux (1801) .
Selon Franz Blei, dans ses mémoires, Talleyrand « évoque ses parents avec une surprenante antipathie » :

« Cet accident a influé sur tout le reste de ma vie ; c'est lui qui, ayant persuadé à mes parents que je ne pouvais être militaire, ou du moins l'être sans désavantage, les a portés à me diriger vers une autre profession. Cela leur parut plus favorable à l'avancement de la famille. Car dans les grandes maisons, c'était la famille que l'on aimait, bien plus que les individus, et surtout que les jeunes individus que l'on ne connaissait pas encore. Je n'aime point m'arrêter sur cette idée… je la quitte. »

— Mémoires de Talleyrand

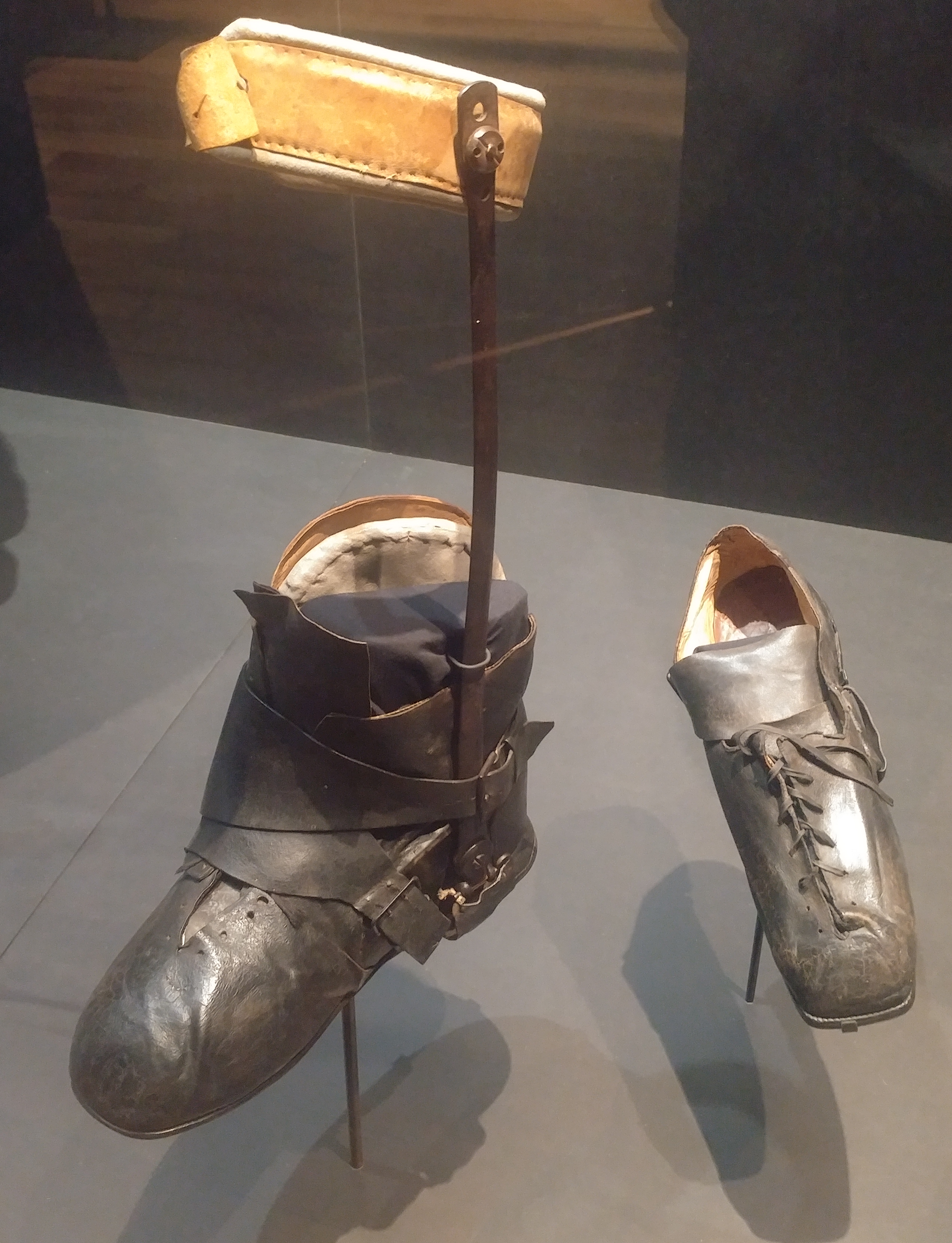
Chaussure orthopédique de Talleyrand, conservée au château de Valençay.

Une partie des biographes, comme Jean Orieux, donnent raison à Talleyrand quand il laisse entendre que ses parents ne l'aimaient pas, ne tolérant pas qu'il fût « simultanément pied bot et Talleyrand ».

#### Perspectives d'historiens sur son enfance
Cette version de son enfance est contestée par plusieurs biographes.
Michel Poniatowski parle d'un pied-bot de naissance. Emmanuel de Waresquiel affirme que Talleyrand souffre d'une maladie héréditaire, un de ses oncles étant affecté du même problème, le syndrome de Marfan.
Toujours selon Emmanuel de Waresquiel, Talleyrand est devenu prêtre non pas à cause d'un manque d'affection de ses parents, mais de la volonté de le placer à la tête du riche et puissant archidiocèse de Reims promis à son oncle, perspective susceptible de vaincre ses réticences, son âge le plaçant comme le seul en mesure de le faire au sein de sa fratrie. Ainsi, Talleyrand n'aurait blâmé ses parents que dans le contexte de la rédaction de ses mémoires, où il devait faire apparaître sa prêtrise comme ayant été contrainte.
C'est ce qui amène Georges Lacour-Gayet à parler d'un « prétendu abandon ». Pour Franz Blei, s'il est exact qu'il « n'a pas eu de maison paternelle pleine de sécurité et d'affection », il se montre injuste envers sa mère, qui n'a fait que suivre les usages d'éducation de l'époque, avant la mode de l’Émile de Jean-Jacques Rousseau ; ses parents ont aussi des charges très prenantes à la cour.

### Formation: le collège d'Harcourt (1762-1769)
De 1758 à 1761, il séjourne chez sa bisaïeule, « femme délicieuse », Marie-Françoise de Mortemart de Rochechouart, au château de Chalais, période dont il garde un souvenir ému.
Il est ensuite envoyé au collège d'Harcourt (actuel lycée Saint-Louis), où il reste de 1762 à 1769.
Il séjourne ensuite chez son oncle, archevêque-coadjuteur de Reims depuis 1766, donc promis à devenir archevêque-duc de Reims et pair de France. C'est à ce moment qu'il accepte d'entrer dans les ordres.

## Carrière d'homme d'Église sous l'Ancien Régime

### Études au séminaire Saint-Sulpice (1770-1775)
En 1770, à l'âge de seize ans, il entre au séminaire Saint-Sulpice, où, selon ses mémoires, il fait preuve de mauvaise humeur et se retranche dans la solitude.
Le 28 mai 1774, il reçoit les ordres mineurs et, le 22 septembre, obtient un baccalauréat en théologie à la Sorbonne. Ce diplôme est acquis plutôt grâce à sa naissance qu'à son travail : sa thèse a en effet été au moins en partie rédigée par son directeur de thèse, Charles Mannay,,, et il a obtenu une dispense d'âge pour la présenter à 20 ans au lieu des 22 requis.

### L'année 1775: débuts à Reims
À 21 ans, le 1er avril 1775, il reçoit le sous-diaconat, premier ordre majeur, en l'église Saint-Nicolas-du-Chardonnet, en dépit de ses avertissements : « On me force à être ecclésiastique, on s'en repentira », fait-il savoir (il bénéficiera par la suite d'une dispense du diaconat). Le 3 mai, il devient chanoine de la cathédrale de Reims, et, le 3 octobre, abbé commendataire de l'abbaye Saint-Denis de Reims, ce qui lui assure un revenu confortable.
Le 11 juin 1775, il assiste au sacre de Louis XVI, auquel participent son oncle en tant que coadjuteur de l'évêque consécrateur et son père en tant qu'otage de la Sainte Ampoule, c'est-à-dire une personne chargée de porter celle-ci durant la cérémonie.
Cette année-là, malgré son jeune âge, il est député et « promoteur » à l'assemblée du clergé.

### Ordination (1779)
Il s'inscrit ensuite à la Sorbonne et y obtient le 2 mars 1778 une licence en théologie. Le jeune licencié rend visite à Voltaire, qui le bénit devant l'assistance en posant les mains sur sa tête.
Il est ordonné prêtre le 18 décembre 1779. La veille de son ordination, Auguste de Choiseul-Gouffier raconte l'avoir découvert prostré et en pleurs. Il lui conseille alors de renoncer, mais Talleyrand lui répond : « Non, il est trop tard, il n'y a plus à reculer ». Mais, selon Emmanuel de Waresquiel, cette anecdote ne serait qu'une invention.
Le surlendemain, il célèbre sa première messe devant sa famille. Son oncle, devenu archevêque en 1777, le nomme vicaire général de l'archevêché de Reims.

### Agent général du clergé (1780)
L'année suivante, au printemps 1780, il devient, toujours grâce à son oncle, agent général du clergé de France, charge qui l'amène à bien connaître mais aussi à défendre les biens matériels de l'Église face aux besoins d'argent de l'état. Les biens matériels du clergé étant légalement exemptés d'impôts directs, notamment la taille, la royauté fait de temps à autre pression pour que l'Église de France fasse volontairement un  "don gratuit", c'est à dire un cadeau de plusieurs millions au Trésor. En effet, le clergé est le plus important propriétaire terrien du royaume. Or à cette époque, le budget de l'État est en déficit aggravé en raison de la guerre d'Amérique, où la France intervient depuis 1778.
En 1782, le roi obtient de Talleyrand un don gratuit de plus de 15 millions de livres.
Il intervient également dans la crise de la Caisse d'escompte en 1783 et gère la colère du bas-clergé en maniant la carotte et le bâton. En effet, d'un côté il obtient du roi deux décrets sévissant contre les contestataires, de l'autre il obtient de l'assemblée du clergé l'augmentation de la portion congrue. Tous ces travaux lui permettent de s'initier aux affaires financières, aux affaires immobilières et à la diplomatie ; il prend connaissance de l'étendue de la richesse du clergé et noue des relations parmi les hommes d'influence.

### Entrée dans les milieux dirigeants du royaume
Élu secrétaire de l'Assemblée générale du clergé de 1785-1786, il est félicité par ses pairs à l'occasion de son rapport final.
Il fréquente les salons libéraux proches du duc d'Orléans, le futur Philippe-Égalité. Installé rue de Bellechasse, il est voisin de Mirabeau. Les deux hommes se lient d'amitié, de politique et d'affaires : ils sont tous deux favorables à des réformes du système politique (la monarchie absolue) et de la société (la société d'ordres, encore très marquée par la féodalité).
Proche de Calonne, il participe à la négociation du traité de commerce avec la Grande-Bretagne conclu en 1786. Il fait aussi partie des rédacteurs du plan de Calonne pour réformer les finances du royaume, mais qui reste à l'état de projet en raison de l'éviction du ministre.

### Accession à l'épiscopat (novembre 1788) et arrivée à Autun (mars 1789)
Son statut d'ancien agent général du clergé est un facteur favorable à son accession au rang d'évêque, d'autant plus souhaitable qu'il a des besoins d'argent croissants.
Pourtant, la nomination se fait attendre. L'explication souvent donnée par les historiens est sa vie dissolue (goût pour le jeu, pour le luxe, maîtresses), qui indispose Alexandre de Marbeuf, évêque d'Autun et responsable des nominations, et choque Louis XVI. Emmanuel de Waresquiel pense cependant que le délai qu'on lui impose résulte surtout de ses amitiés orléanistes libérales qui suscitent l'hostilité du clan de la reine Marie-Antoinette et sont aussi un signe de la perte d'influence de sa famille.
Il est finalement nommé évêque d'Autun le 2 novembre 1788, grâce à la requête que son père mourant a adressée à Louis XVI. « Cela le corrigera », aurait déclaré le roi en signant la nomination. Le 3 décembre, il reçoit également le bénéfice de l'abbaye royale de Celles-sur-Belle.
Il est sacré évêque le 16 janvier 1789 par Louis-André de Grimaldi, évêque de Noyon. Ernest Renan raconte au sujet d’un de ses professeurs du séminaire de Saint-Sulpice :

« M. Hugon avait servi d'acolyte au sacre de M. de Talleyrand à la chapelle d'Issy, en 1788. Il paraît que, pendant la cérémonie, la tenue de l'abbé de Périgord fut des plus inconvenantes. M. Hugon racontait qu'il s'accusa, le samedi suivant, en confession, « d'avoir formé des jugements téméraires sur la piété d'un saint évêque ». »

— Ernest Renan, Souvenirs d’enfance et de jeunesse
.
Il s'installe à Autun au mois de mars 1789.

### Député aux États généraux (avril 1789)
Entre-temps, en raison de la catastrophe budgétaire et financière que subit le royaume et de l'échec de différentes tentatives, notamment celle de Calonne, Louis XVI a dû se résoudre à convoquer les États généraux, qui n'ont pas été réunis depuis 1614, étant considérés depuis Louis XIII comme une atteinte insupportable au pouvoir de droit divin des rois de France et de Navarre. Les États généraux sont pourtant le seul organe autorisé par les lois fondamentales du royaume à créer de nouveaux impôts.
Le roi les convoque au début d'août 1788 pour le mois de mai 1789. Les États doivent réunir quatre députés par circonscription, en l'occurrence les bailliages : un du clergé, un de la noblesse et deux du tiers état, au total environ 1200 députés. Les élections ont lieu au cours de mois de janvier à avril 1789. Durant ces mois se forme le parti patriote, dont l'emblème est la brochure de l'abbé Sieyès, Qu'est-ce que le Tiers-État ?.
Talleyrand est candidat pour représenter le clergé du bailliage d'Autun. Il est élu le 2 avril après une campagne courte et efficace. Connaissant bien les désirs des prêtres, il leur accorde des privilèges mineurs, des dispenses pour des mets plus luxueux, et le droit à des ornements liturgiques prestigieux mais d'ordinaire limités à certaines occasions.
Le 12 avril, un mois seulement après son arrivée, Talleyrand quitte Autun, esquivant la messe de Pâques, et rentre à Paris pour préparer l'ouverture des états généraux qui doit avoir lieu le 5 mai.
Mais ce départ est définitif : la réunion des États généraux va avoir un résultat que le roi et son gouvernement n'avaient pas prévu : l'entrée du royaume de France dans une période révolutionnaire de longue durée.

## Période de la Révolution française (1789-1799)

### Des États généraux à l'Assemblée nationale constituante (5 mai-9 juillet 1789)
La première réunion des États généraux a lieu le 5 mai à Versailles, en séance plénière et en présence du roi. Les trois ordres doivent ensuite se réunir, délibérer et voter séparément, à raison d'une voix par ordre. Les députés du tiers état sont immédiatement en désaccord : ils demandent que les délibérations aient lieu en séance plénière et que chaque député ait une voix. Six semaines plus tard, le 17 juin, ils se proclament « Assemblée nationale » et le 20 juin, prononcent le serment du Jeu de paume : ne pas se séparer avant d'avoir donné une constitution à la France. Ce sont leurs premiers actes révolutionnaires. Quelques membres du clergé et quelques nobles les rejoignent.
Talleyrand se rallie au tiers état le 26 juin, avec la majorité du clergé et la veille de l'invitation de Louis XVI à la réunion des ordres. Ainsi qu'il l'écrit dans ses Mémoires, il vaut mieux « céder avant d’y être contraint et quand on [peut] encore s’en faire un mérite ». Le 7 juillet, il demande la suppression des mandats impératifs.
Le 9 juillet, Louis XVI reconnaît l'Assemblée nationale comme « Assemblée nationale constituante ».
Pour conforter le pouvoir de l'assemblée, le 14 juillet, le tiers état de Paris prend le contrôle de la capitale, en s'emparant notamment de la citadelle de la Bastille, instituant la Commune de Paris et la Garde nationale de Paris, dont le commandement est confié au marquis de La Fayette, principal leader de la noblesse libérale.

### Période de l'Assemblée nationale constituante (9 juillet 1789-30 septembre 1791)

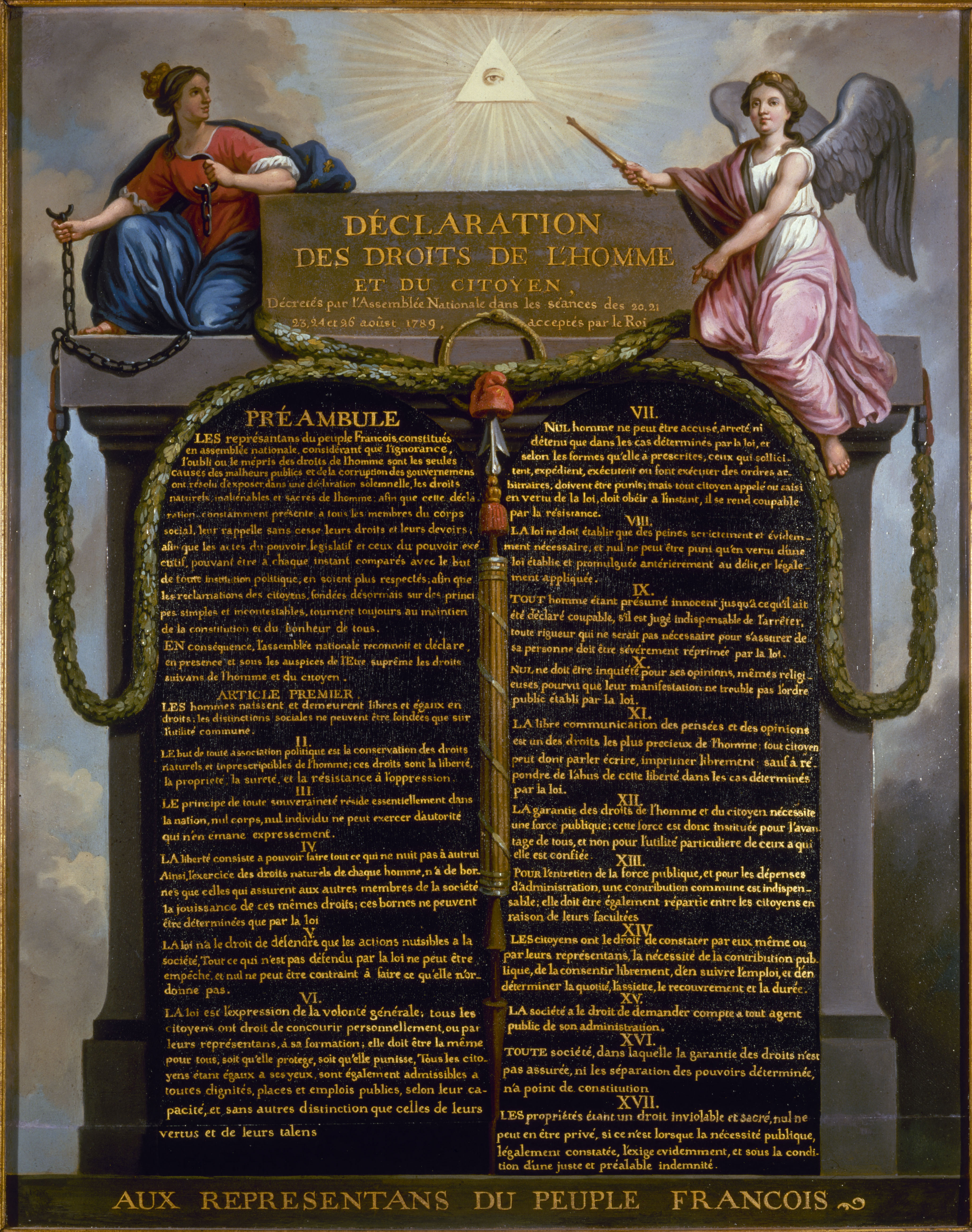
Déclaration des droits de l'homme et du citoyen de 1789.

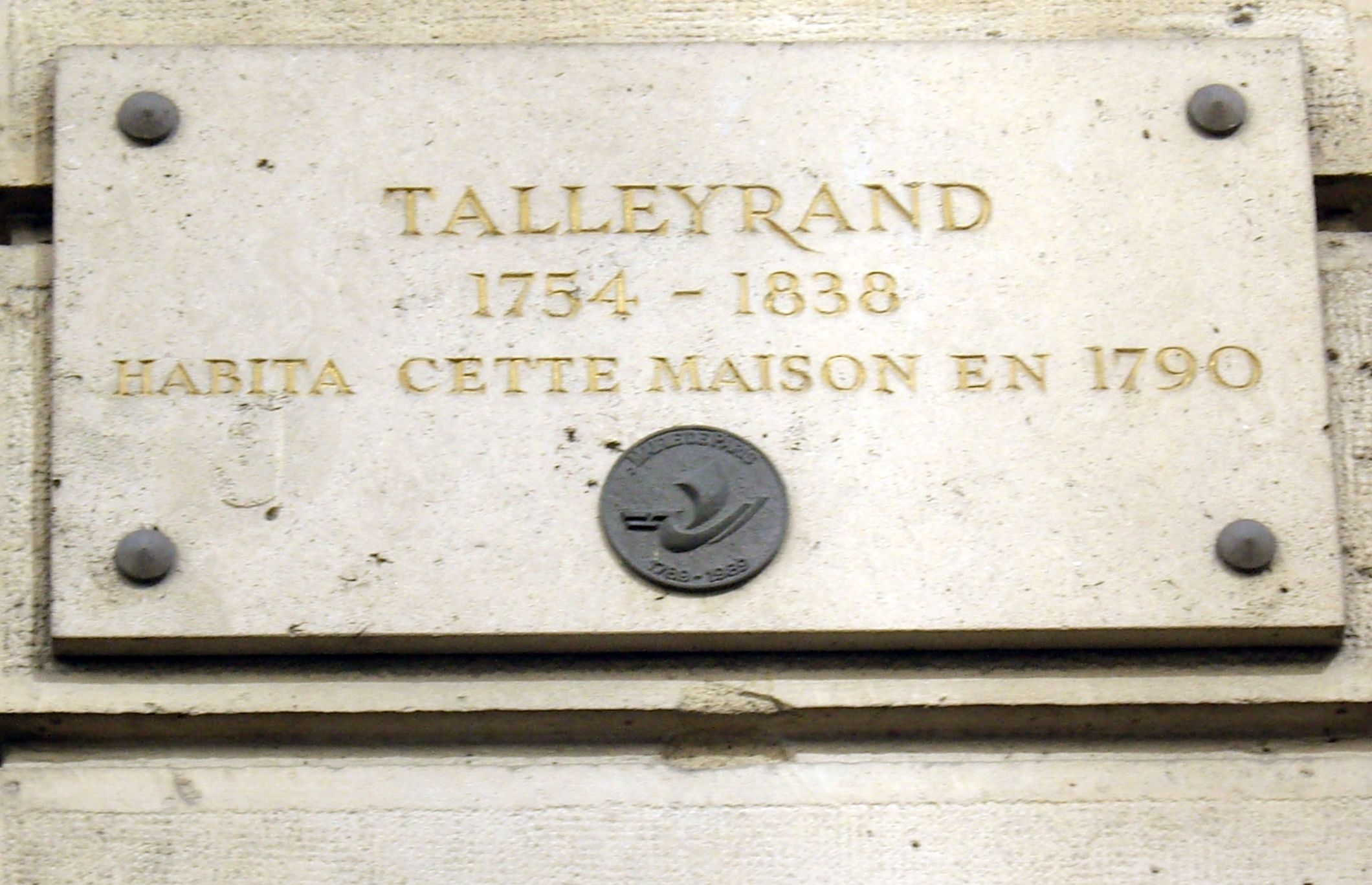
Plaque 17 rue de l'Université (Paris), où il vit en 1790.

#### Débuts de la Constituante (1789)
Talleyrand joue un rôle important en tant que membre de l'Assemblée constituante, bien qu'en retrait par rapport à des personnalités telles que La Fayette et Mirabeau.
Le 14 juillet 1789, Talleyrand est le premier député élu pour constituer le comité de constitution de l'Assemblée. Ce mandat est ensuite renouvelé le 15 septembre.
Au mois d'août, après les grandes réformes de la nuit du 4 août, l'Assemblée se consacre à la Déclaration des droits de l'homme et du citoyen, qui est en fait le préambule de la future constitution. Talleyrand est l'auteur de l'article VI de cette déclaration :

« La loi est l'expression de la volonté générale. […] Elle doit être la même pour tous, soit qu'elle protège, soit qu'elle punisse. »

#### La proposition de Talleyrand sur les biens de l'Église (octobre-novembre 1789)
Le 10 octobre 1789, quelques jours après le transfert du roi et de l'Assemblée à Paris, au palais des Tuileries, il dépose une motion concernant la situation financière du royaume, proposant d'utiliser de « grands moyens » pour renflouer les caisses de l'État : la nationalisation des biens de l'Église. Selon lui :

« Le clergé n'est pas propriétaire à l'instar des autres propriétaires puisque les biens dont il jouit et dont il ne peut disposer ont été donnés non pour l'intérêt des personnes mais pour le service des fonctions. »

Soutenu par Mirabeau, mais désapprouvé par l'abbé Sieyès, le projet est voté le 2 novembre. Fêté par Le Moniteur, couvert d'injures dans des pamphlets, « faisant l'horreur et le scandale de toute sa famille », Talleyrand devient pour une partie du clergé celui qui a trahi son ordre, son ancienne fonction de brillant agent général, ce qui le rend d'autant plus détestable à ceux pour qui il devient « l'apostat ».

#### L'année 1790 et la fête de la Fédération (14 juillet)
Le 28 janvier 1790, il propose d'accorder le statut de citoyen aux juifs, ce qui donne de nouveaux arguments aux pamphlétaires.
Le 16 février, il est élu (pour douze jours) président de l'Assemblée par 373 voix contre 125 à Sieyès. Alors que la Constitution va être adoptée[pas clair] (en septembre 1791), Talleyrand et les monarchistes constitutionnels sont alors à l'apogée de leur influence sur la Révolution.
En mars 1790, il propose l'adoption du système d'unification des mesures.

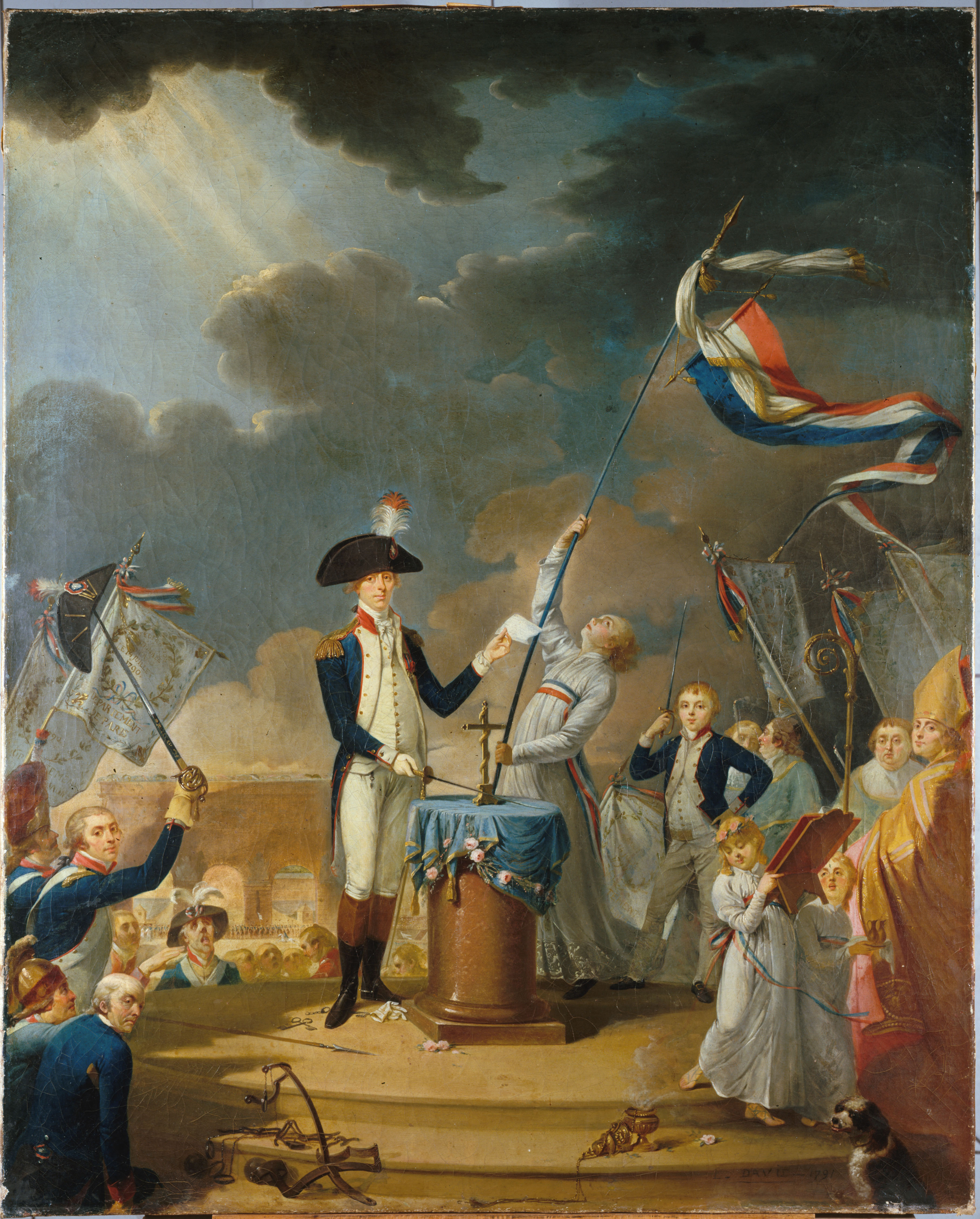
Le serment de La Fayette à la fête de la Fédération. Talleyrand (à droite, en mitre) officie à côté du général (musée de la Révolution française, Vizille).

Le 7 juin 1790, Talleyrand propose à l'Assemblée le principe d'une fête célébrant l'unité des Français, au cours de laquelle des gardes nationaux venus de tous les départements serviraient de représentants du pays : la fête de la Fédération, sur le Champ-de-Mars.
Nommé à cet office par le roi, il célèbre la messe devant 300 000 personnes le 14 juillet 1790, bien qu'il soit peu familier de cet exercice,.
Montant sur l'estrade où se trouve l'autel, il aurait dit à La Fayette : « Par pitié, ne me faites pas rire ».

#### Les débuts de la Constitution civile du clergé (décembre 1790-mars 1791)
La Constitution civile du clergé est votée en juillet par l'Assemblée et acceptée par le roi (contre son gré) le 24 août. Le 28 décembre 1790, Talleyrand y prête serment en séance et à la tribune, en compagnie de deux curés députés, Jean Joseph André Montjallard et Philippe Leborlhe de Grandpré.
Talleyrand démissionne de sa charge épiscopale en janvier 1791, motivant cette décision par son élection comme administrateur du département de la Seine.
Mais il est pourtant obligé d'intervenir en tant qu'évêque, pour que les deux premiers évêques constitutionnels désignés (Louis-Alexandre Expilly de La Poipe pour le Finistère et Claude Marolles pour l'Aisne) puissent être sacrés.
Il manœuvre[pas clair] deux autres évêques (les évêques in partibus de Lydda, Jean-Baptiste Gobel, et de Babylone, Jean-Baptiste Miroudot du Bourg) pour l'assister : le sacre de La Poipe et de Marolles a lieu le 24 février 1791, suivi par quatorze autres. Les nouveaux évêques constitutionnels sont d'ailleurs parfois appelés « talleyrandistes ». La quasi-totalité des évêques en place ont refusé de prêter serment, ainsi qu'un grand nombre de prêtres, qui vont former la catégorie des prêtres réfractaires, un des premiers grands problèmes de la Révolution.
Peu après, le pape Pie VI intervient pour condamner la Constitution civile du clergé par les brefs Quod aliquantum (10 mars 1791), puis Caritas (13 avril 1791). Il exprime sa « douleur » devant cet acte schismatique et prend en compte[pas clair] la démission de Talleyrand de sa charge, le menaçant d'excommunication s'il ne vient pas à résipiscence sous quarante jours.

#### L'année 1791 et l'entrée en vigueur de la constitution
Durant l'année 1791, alors que son ami Mirabeau est mourant (il meurt le 2 avril), il dirige la rédaction d'un important rapport sur l'instruction publique, qu'il présente à l'assemblée constituante juste avant sa dissolution, les 10, 11 et 19 septembre et qui est à l'origine de la création de l'Institut de France.
Cette période est marquée par la tentative de fuite du roi (21 juin 1791), qui provoque une scission entre les patriotes : ceux qui restent monarchistes (notamment La Fayette) et ceux qui estiment que la France doit devenir une république (notamment Robespierre). La rupture est violente lors de la fusillade du Champ-de-Mars (17 juillet).
Malgré cette crise, l'Assemblée achève ses travaux constitutionnels en septembre. Talleyrand est signataire de la constitution française de 1791 qui institue un régime de monarchie constitutionnelle avec une seule assemblée législative, élue au suffrage censitaire. Le roi des Français (nouveau titre officiel de Louis XVI) dispose du droit de veto suspensif.
La constitution est votée par l'Assemblée constituante, puis présentée au roi et acceptée par lui le 14 septembre 1791. L'Assemblée nationale législative doit encore être élue. Mais aucun des membres de la Constituante ne peut être candidat.
Le mandat des députés de 1789 prend fin le 30 septembre 1791.

### Période de l'Assemblée nationale législative (1eroctobre 1791-10 août 1792)
Du 24 janvier au 10 mars 1792, Talleyrand est envoyé en mission diplomatique à Londres. Il a plusieurs objectifs : achats de chevaux ; voir si le Royaume-Uni pourrait rester neutre en cas de guerre entre la France et des puissances du continent ; négociations sur la rétrocession de Tobago.
Le 20 avril 1792, la France entre en guerre en déclarant la guerre à l'Autriche, qui va rapidement recevoir le soutien de la Prusse.
Talleyrand retourne à Londres le 29 avril avec le marquis François Bernard de Chauvelin. En dépit de l'atmosphère hostile qui prévaut en Angleterre contre la France, ils obtiennent du gouvernement la neutralité britannique le 25 mai.
Talleyrand rentre à Paris le 5 juillet. La situation est alors très tendue, à l'intérieur après la journée du 20 juin et à l'extérieur. L'Assemblée proclame la Patrie en danger et fait appel aux volontaires pour combattre les Autrichiens, vainqueurs aux Pays-Bas, et les Prussiens qui menacent la Lorraine. Le 26 juillet, le manifeste de Brunswick amène les jacobins et les sans-culottes à envisager une insurrection pour renverser le roi.
Le 28, Talleyrand démissionne de son poste de membre du directoire du département de la Seine.
Le 10 août, l'insurrection est déclenchée. Une partie de la Garde nationale, les sans-culottes et les bataillons de volontaires, notamment ceux qui viennent de Marseille, encerclent le palais des Tuileries, mais acceptent que le roi et sa famille puissent se réfugier à l'Assemblée. Puis ils prennent le palais défendu par les gardes suisses. Louis XVI est suspendu par l'Assemblée. Le 13, il est remis à la Commune (insurrectionnelle) de Paris, qui l'incarcère au Temple, ainsi que sa famille.

### Après la journée du 10 août: les débuts de la République
À Paris, les ministres de Louis XVI sont remplacés par un conseil exécutif provisoire dont le principal membre est Danton, ministre de la Justice. Il est décidé de réunir une nouvelle assemblée constituante, la Convention nationale. Le début du mois de septembre est marqué par de terribles massacres dans les prisons.
Le 7 septembre, Talleyrand obtient de Danton un ordre de mission pour aller à Londres, sous le prétexte de travailler à l'extension du système des poids et de mesures. En effet, il ne veut pas être considéré comme un émigré, au contraire de nombreux nobles partis à l'étranger depuis juillet 1789 : « Mon véritable but était de sortir de France, où il me paraissait inutile et même dangereux pour moi de rester, mais d'où je ne voulais sortir qu'avec un passeport régulier, de manière à ne m'en pas fermer les portes pour toujours ». Il part le 10 septembre.
La Convention se réunit le 21 septembre 1792 et proclame la république, le lendemain de la première victoire française, à Valmy. En novembre, est lancé le procès de Louis XVI. L'ouverture de l'armoire de fer découverte aux Tuileries révèle des documents compromettants pour le roi, mais aussi pour d'autres personnalités, notamment Talleyrand et Mirabeau (mort en 1791), qui ont eu des relations cachées avec la famille royale.
Le 5 décembre, un décret d'accusation est porté contre le « ci-devant évêque d'Autun », qui se garde bien de rentrer en France. Le 1er février, quelques jours après l'exécution de Louis XVI (21 janvier), le Royaume-Uni met fin à sa neutralité et se joint à la première coalition (1792-1797), principalement en raison de l'occupation des Pays-Bas autrichiens par la France. Talleyrand vit désormais volontairement dans un pays en guerre contre la France, sans aucun mandat du gouvernement.

### Dans l'émigration (1793-septembre 1796)
Affirmant être là pour vendre sa bibliothèque[pas clair], il vit à Kensington « pendant toute l'effroyable année 1793 », marquée par l'exécution de Louis XVI (21 janvier), mais aussi de Marie-Antoinette (16 octobre) et de Philippe-Égalité (6 novembre) et d'une vingtaine de députés girondins (octobre), ainsi que par la proclamation de la Terreur et par la levée en masse.
Il est inscrit sur la liste des émigrés dès sa parution, par arrêté du 29 août 1793.
Il fréquente les émigrés issus du camp des monarchistes constitutionnels et noue des relations avec des Anglais influents, mais souffre à la fois du manque d'argent et de la haine des premiers émigrés, partisans pour la plupart de la monarchie absolue.
À la fin de janvier 1794, on lui annonce que le roi George III ordonne son expulsion, en vertu de l'Aliens Act (« Loi sur les étrangers »).
Il quitte l'Angleterre en 3 février 1794 et après cinq semaines il arrive au « Nouveau Monde » avec Beaumetz,. Il va séjourner pendant deux ans, vivant à Philadelphie, à New York et à Boston. Là, il cherche à faire fortune, grâce à la spéculation sur les terrains, prospectant dans les forêts du Massachusetts. Lors de son séjour aux États-Unis, Talleyrand voyage en juillet dans le district du Maine et Mount Desert Island. À la demande de Théophile Cazenove, agent de la Holland Land Company, il prend des notes sur l’état des terres susceptibles d’être vendues à des investisseurs étrangers. Selon Baldridge, Talleyrand avait la possibilité d'acheter des terres mais les a finalement abandonnées ou n'a jamais payé Robert Morris (financier).
Dès la fin de la « Terreur », consécutive à la chute de Robespierre et entraînant la réaction thermidorienne (fin juillet 1794), il espère pouvoir revenir en France. Le 15 juin 1795, il adresse à la Convention, une requête plaidant sa cause. En même temps, Germaine de Staël, avec qui il est en relations épistolaires, incite Marie-Joseph Chénier à demander à l'Assemblée que Talleyrand soit autorisé à rentrer. Par un discours du 4 septembre 1795, Chénier obtient la levée du décret d'accusation contre Talleyrand, qui est rayé de la liste des émigrés, chose assez exceptionnelle avant le coup d'État du 18 Brumaire et l'arrivée de Bonaparte au pouvoir (9 novembre 1799).
Il quitte les États-Unis en juin 1796. Après avoir fait escale à Hambourg, Amsterdam et Bruxelles, il retrouve la France le 20 septembre 1796,

### Ministre sous le Directoire

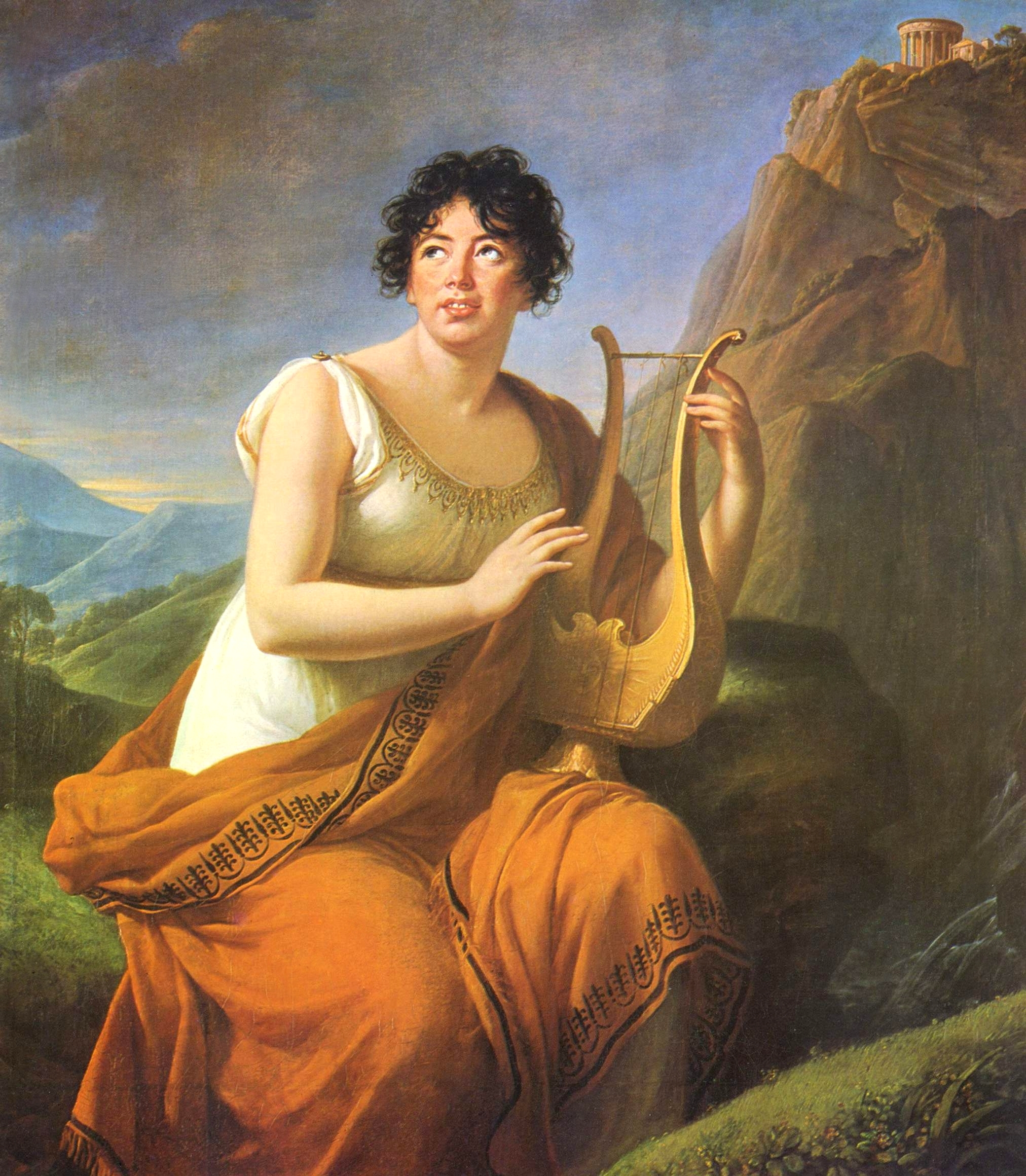
Mme de Staël par Élisabeth Vigée Le Brun.

Peu après son arrivée, Talleyrand entre à l'Institut de France, où il a été élu le 14 décembre 1795 à l'Académie des sciences morales et politiques avant même son départ des États-Unis ; il publie deux essais sur la nouvelle situation internationale, fondés sur ses voyages hors de France. Il participe à la fondation du Cercle constitutionnel, républicain, en dépit de ses amitiés orléanistes et de l'hostilité des conventionnels, qui voient en lui un contre-révolutionnaire.
N'arrivant pas à se faire nommer ministre des Relations extérieures à la place de Charles Delacroix, envoyé comme ambassadeur auprès de la République batave, il fait jouer l'influence de plusieurs femmes, surtout son amie Germaine de Staël. Cette dernière fait le siège de Barras, le plus influent des directeurs, qu'elle supplie dans des scènes enflammées, finissant par obtenir son accord. Talleyrand préfère raconter dans ses mémoires qu'arrivant pour dîner chez Barras, il le découvre effondré par la noyade de son aide de camp et le console longuement, d'où la bienveillance du directeur à son égard. Dans le jeu des nominations du remaniement du 16 juillet 1797, qui intervient dans les prémices du coup d'État du 18 fructidor, Barras obtient l'accord des autres directeurs, qui sont pourtant hostiles à l'ancien évêque.
Lors de sa nomination, Talleyrand aurait dit à Benjamin Constant : « Nous tenons la place, il faut y faire une fortune immense, une immense fortune ». De fait, et dès cet instant, cet « homme d'infiniment d'esprit, qui manquait toujours d'argent » prend l'habitude de recevoir d'importantes sommes d'argent de l'ensemble des États étrangers avec lesquels il traite. Fin 1797, il provoque même un incident diplomatique en faisant demander des pots-de-vin à trois envoyés américains : c'est l'affaire XYZ qui provoque la « quasi-guerre ».

« M. de Talleyrand évaluait lui-même à soixante millions ce qu'il pouvait avoir reçu en tout des puissances grandes ou petites dans sa carrière diplomatique. »

— Charles-Augustin Sainte-Beuve, Nouveaux Lundis
Dès sa nomination, Talleyrand écrit à Napoléon Bonaparte :

« J'ai l'honneur de vous annoncer, général, que le Directoire exécutif m'a nommé ministre des Relations extérieures. Justement effrayé des fonctions dont je sens la périlleuse importance, j'ai besoin de me rassurer par le sentiment de ce que votre gloire doit apporter de moyens et de facilité dans les négociations. Le nom seul de Bonaparte est un auxiliaire qui doit tout aplanir. Je m'empresserai de vous faire parvenir toutes les vues que le Directoire me chargera de vous transmettre, et la renommée, qui est votre organe ordinaire, me ravira souvent le bonheur de lui apprendre la manière dont vous les aurez remplies. »

— Lettre de Talleyrand à Napoléon Bonaparte
Séduit par le personnage, Bonaparte écrit au Directoire pour lui signifier que le choix de Talleyrand « fait honneur à son discernement ». Une importante correspondance suit ; dans celle-ci, Bonaparte exprime très tôt le besoin de renforcer l'exécutif. Il n'en fait qu'à sa tête en Italie : le traité de Campo-Formio est signé le 17 octobre 1797 et Talleyrand le félicite malgré tout. Le 6 décembre, les deux hommes se rencontrent pour la première fois, alors que Bonaparte revient couvert de gloire de la campagne d'Italie. Le 3 janvier 1798, Talleyrand donne une fête somptueuse en son honneur en l'hôtel de Galliffet, où est installé le ministère. L’un des pavillons de cet hôtel — dans la Rue du Bac — fut occupé de 1802 à 1811 par Théophile Cazenove, connaissance de Talleyrand depuis leur séjour commun à Philadelphie.
Il incite Bonaparte à tenter l'expédition d'Égypte et favorise son départ, tout en refusant de s'y impliquer activement, ne se rendant pas comme convenu avec Bonaparte à Constantinople, et provoquant ainsi la colère du général. Le Directoire, en particulier Jean-François Reubell qui déteste Talleyrand, traite lui-même les affaires importantes et l'utilise comme un exécutant. La politique de Talleyrand, qui va parfois à l'encontre même de celle des directeurs, a pour but de rassurer les États européens et d'obtenir l'équilibre et la paix. Aussi fait-il part de ses réserves sur la politique de « libération » des pays conquis : le 2 juillet 1799 (14 messidor an VII), il écrit à Lacuée, membre du Conseil des Cinq-Cents « que le système qui tend à porter la liberté à force ouverte chez les nations voisines, est le plus propre à la faire haïr et à empêcher son triomphe ». Il prend possession de l'administration des Affaires étrangères, qu'il garnit d'hommes travailleurs, efficaces, discrets et fidèles, même si c'est le Directoire qui choisit les ambassadeurs, sans même le consulter.
Il prend des contacts avec Sieyès et avec les généraux Joubert qui meurt peu après, Brune, puis Bonaparte lorsqu'il revient d'Égypte, dans l'optique du renversement du Directoire. Le 13 juillet 1799, prenant pour prétexte les attaques menées contre lui par la presse et par un obscur adjudant-général qui lui intente un procès et le gagne, il démissionne du ministère qu'il quitte le 20 juillet. Il se consacre à la préparation du coup d'État du 18 brumaire (9 novembre 1799) en conspirant contre le Directoire avec Bonaparte et Sieyès. Le jour dit, il est chargé de réclamer sa démission à Barras : il y parvient si bien qu'il conserve par-devers lui la compensation financière qui était destinée à ce dernier.

## Période napoléonienne

### Ministre du Consulat

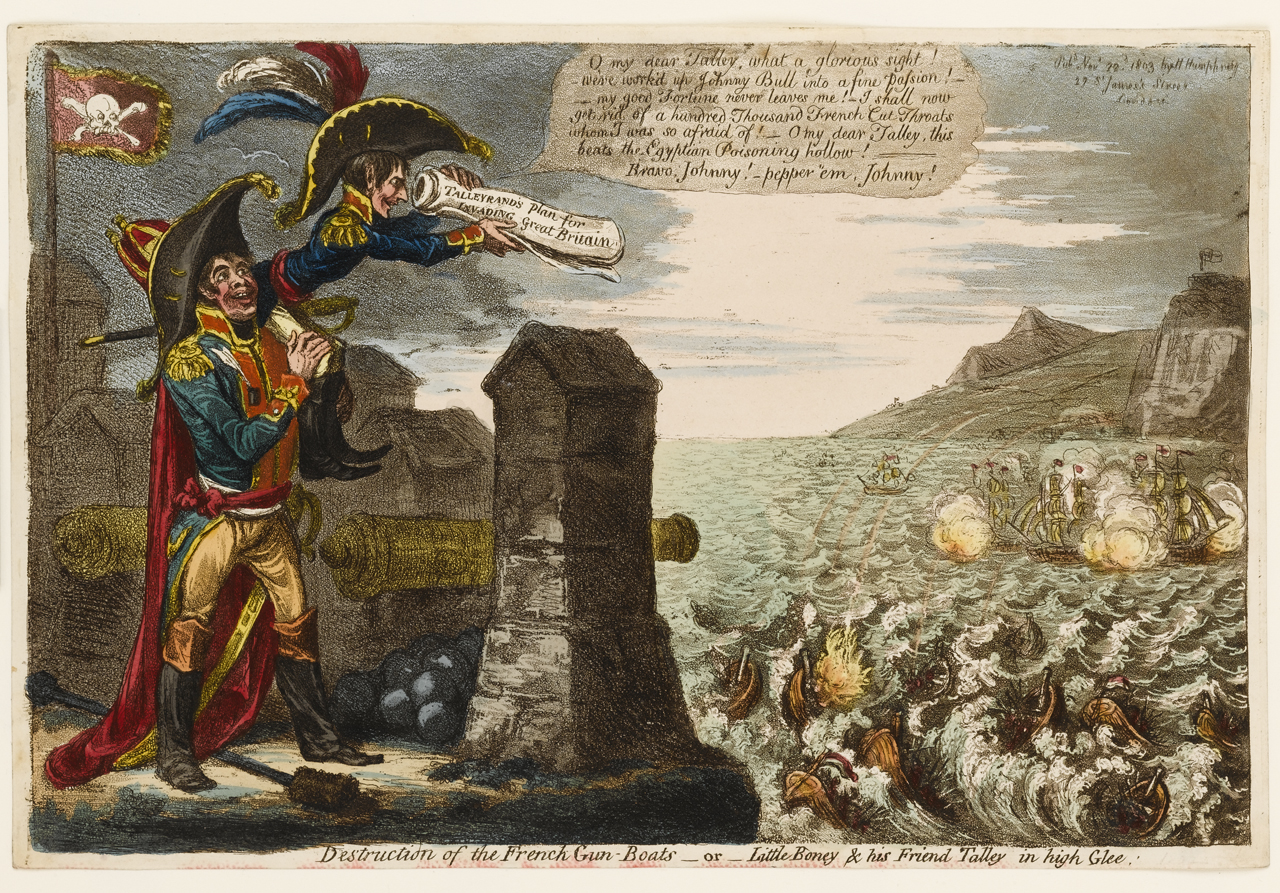
« La destruction des canonnières françaises » ou « le petit Boney et son ami Talley dans une grande joie », caricature britannique montrant Napoléon, assis sur l'épaule de « Talley », scrutant joyeusement (à travers un grand document roulé en longue-vue nommé « le plan de Talleyrand pour envahir la Grande-Bretagne ») la Manche, où la flotte française se fait détruire par les boulets des navires britanniques.

Après le coup d'État, il retrouve son rôle de ministre face aux cours européennes peu mécontentes de la fin du Directoire. Bonaparte et Talleyrand s'accordent sur le fait que les affaires étrangères relèvent du domaine exclusif du Premier Consul : le ministre ne rend compte qu'à Bonaparte. Pour François Furet, Talleyrand est « pendant presque huit ans […] le second rôle du régime ».
En 1800, il achète le château de Valençay, encore sur injonction de Bonaparte et avec son aide financière. Le domaine s'étend sur environ 200 km2, ce qui en fait l'une des plus grandes propriétés privées de l'époque. Talleyrand y séjourne régulièrement, en particulier avant et après ses cures thermales à Bourbon-l'Archambault.
Bonaparte accède aux vues de Talleyrand et écrit amicalement au roi de Grande-Bretagne, puis à l'empereur d'Autriche, qui refusent de façon prévisible les propositions de réconciliation, sans même accuser réception des lettres. Le tsar de Russie Paul Ier se montre plus favorable : un traité est négocié et signé. Cependant, Paul Ier est assassiné en 1801 par un groupe d’ex-officiers. Son fils Alexandre Ier lui succède.
Les traités de Mortefontaine du 30 septembre 1800 pour la pacification des relations avec les États-Unis, et de Lunéville du 9 février 1801 pour la paix avec l'Autriche vaincue à Marengo, ainsi que la paix d'Amiens du 25 mars 1802 avec le Royaume-Uni et l'Espagne, sont négociés principalement par Napoléon et Joseph Bonaparte : d'après Mme Grand, « le Premier Consul a tout fait, tout rédigé ». Même s'il désapprouve la méthode brutale de négociation, Talleyrand approuve la paix générale, dont les négociations lui permettent de surcroît de gagner beaucoup d'argent, grâce à des trucages et pots-de-vin divers. Il manœuvre les Italiens afin qu'ils élisent Bonaparte président de la République italienne. Il continue également de réformer l'administration des Affaires étrangères. Les espoirs du ministre sont cependant déçus :

« La paix d'Amiens était à peine conclue, que la modération commença à abandonner Bonaparte ; cette paix n'avait pas encore reçu sa complète exécution, qu'il jetait déjà les semences de nouvelles guerres qui devaient après avoir accablé l'Europe et la France, le conduire lui-même à sa ruine. »

— Mémoires de Talleyrand

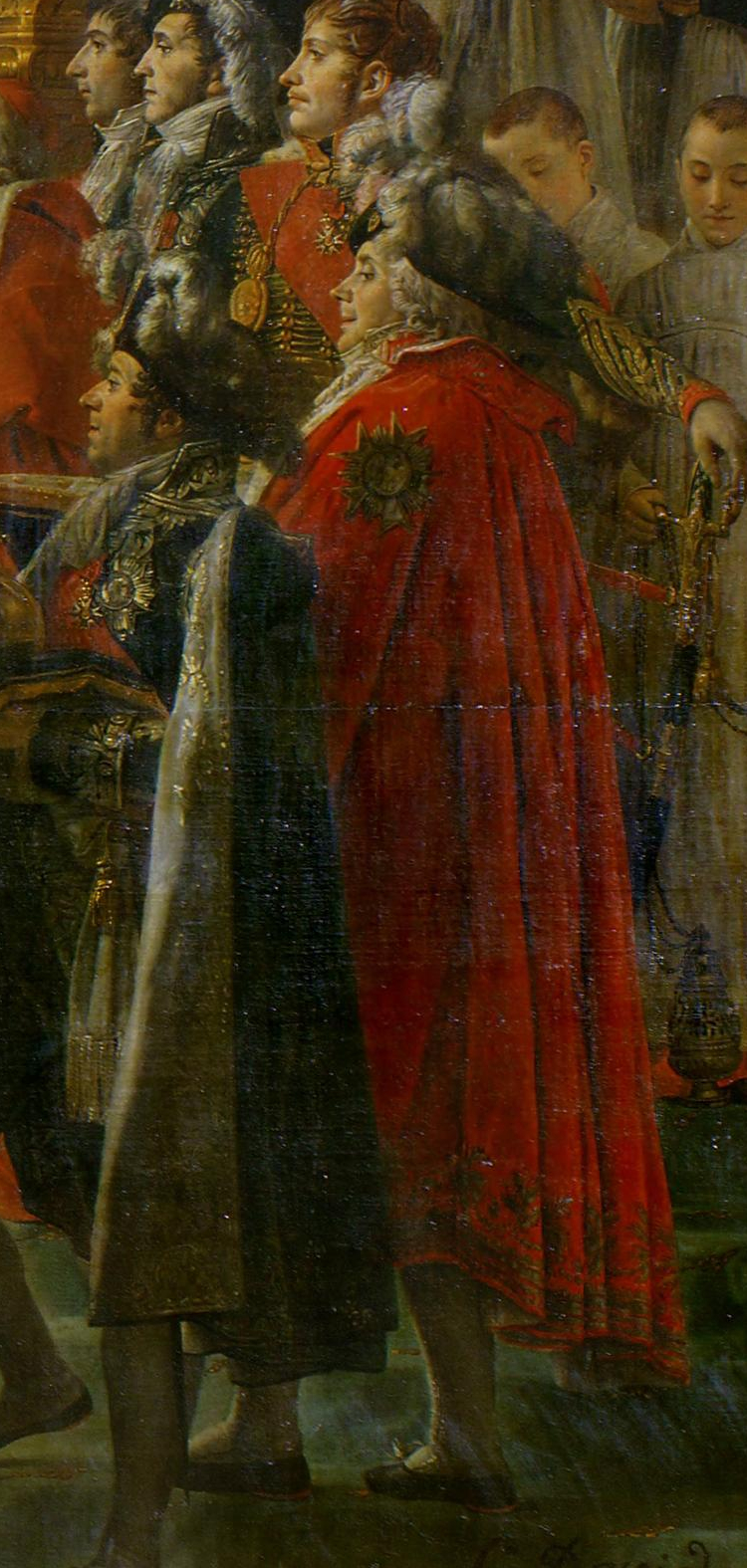
Talleyrand, détail du Sacre de Napoléon.

Il désapprouve ainsi l'annexion du Piémont, le rapprochement excessif entre les républiques française et cisalpine et l'hostilité envers la présence anglaise à Malte. Le Premier Consul annexe également l'Île d'Elbe et occupe la Suisse ; dès le 16 mai 1803, la rupture avec les Anglais est consommée. Talleyrand, le Marquis de Barbé-Marbois, Alexander Baring (Barings Bank) et Pierre César LaBouchère (Hope & Co) ont été impliqué dans la vente de la Louisiane aux États-Unis.
En 1804, face à l'augmentation du nombre d'attentats perpétrés par des royalistes contre Bonaparte, Talleyrand joue un rôle d'instigateur ou de conseiller dans l'exécution du duc d'Enghien, rôle dont l'importance suscitera un débat durant la Restauration à la suite des accusations de Savary : selon Barras, Talleyrand conseille à Bonaparte de « mettre entre les Bourbons et lui un fleuve de sang » ; selon Chateaubriand, il « inspira le crime ». Le 21 mars, alors que l'arrestation du duc n'est pas encore connue, Talleyrand déclare à l'assistance, à deux heures du matin : « Le dernier Condé a cessé d'exister ». Dans ses mémoires, Bonaparte indique que « c'est Talleyrand qui [l]'a décidé à arrêter le duc d'Enghien », mais revendique l'exécution comme sa décision personnelle. À la Restauration, en 1814, Talleyrand fait disparaître tous les documents se rapportant à cette affaire ; il nie par la suite avoir pris part à cette exécution, dans une annexe de ses mémoires.

### Ministre de l'Empire
Nommé grand chambellan le 11 juillet 1804, Talleyrand, qui a poussé Bonaparte à instituer l'hérédité du pouvoir, assiste le 2 décembre au sacre de Napoléon Ier. Il est également nommé grand cordon de la Légion d'honneur le 1er février 1805, dans la première promotion.
En 1805, commence la campagne d'Allemagne. Talleyrand suit l'empereur dans ses trajets à travers l'Europe. À son arrivée à Strasbourg, il assiste à une violente crise de ce dernier, qui pour Georges Lacour-Gayet s'apparente à une crise d'épilepsie. Au lendemain de la victoire d'Ulm, il envoie de Strasbourg un rapport à l'empereur sur la nécessaire modération à observer vis-à-vis de l'Autriche afin d'instaurer un équilibre entre les quatre (France, Royaume-Uni, Autriche, Russie — auxquels il ajoute la Prusse),,. Après l'éclatante victoire d'Austerlitz et l'écrasante défaite de Trafalgar, Talleyrand, qui a de nouveau plaidé en vain pour un rééquilibrage européen, signe à contrecœur le traité de Presbourg (26 décembre 1805), annonçant la création de la confédération du Rhin et qu'il rédige sur ordre de l'empereur. Selon Metternich, il commence à envisager sa démission. Il essaie d'adoucir les conditions imposées à l'Autriche ; en accordant dix pour cent de rabais et des délais sur les sanctions financières, il mécontente Napoléon, qui le suspecte d'avoir été corrompu :

« L'Autriche, dans l'état de détresse où elle était réduite, ne pouvait que subir les conditions imposées par le vainqueur. Elles étaient dures, et le traité fait avec M. d'Haugwitz rendait pour moi impossible de les adoucir sur d'autres articles que celui des contributions. […] [Napoléon] m'écrivit à quelque temps de là : « Vous m'avez fait à Presbourg un traité qui me gêne beaucoup. »

— Mémoires de Talleyrand

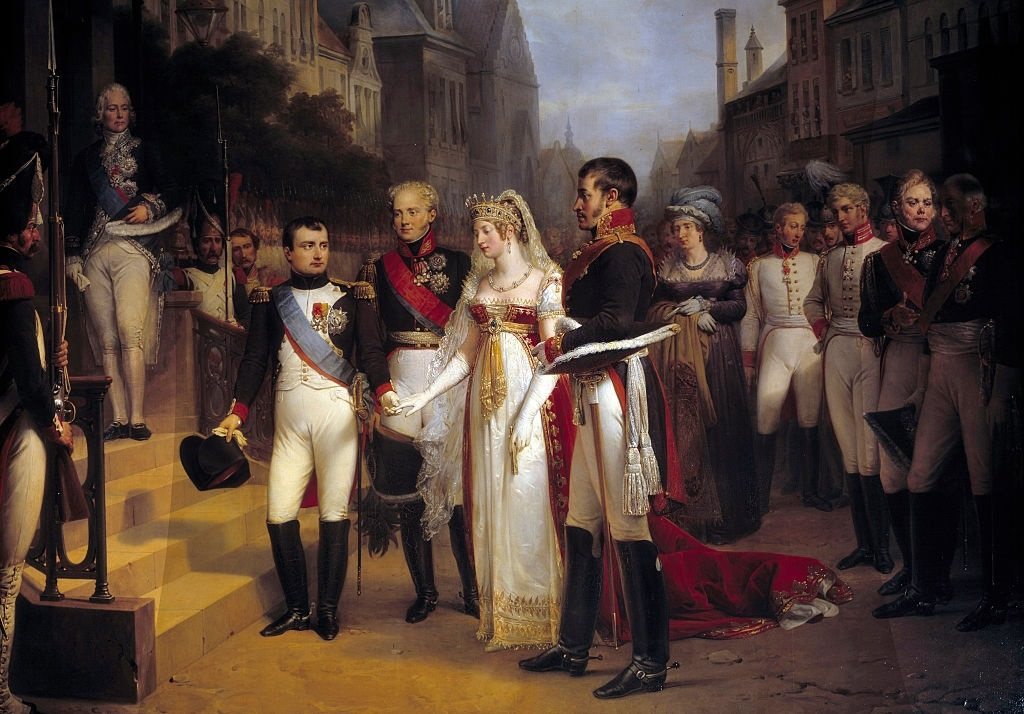
Nicolas Gosse, Le traité de Tilsit. Talleyrand est de face en haut de l'escalier, à gauche.

À la suite de la révolution haïtienne, il intervient auprès des États-Unis afin de leur demander de cesser toute activité commerciale avec Haïti. Le 28 février 1806, les États-Unis décrètent un blocus contre le jeune État. En 1806, il reçoit le titre de « prince de Bénévent », État confisqué au Pape où il ne se rend pas une seule fois, se contentant d'envoyer un gouverneur. Le 12 juillet de la même année, il signe le traité créant la confédération du Rhin, prolongeant la volonté de Napoléon par ses nombreuses négociations. Amorçant la critique de la politique guerrière de ce dernier sans oser le défier, il est toujours déçu dans ses conseils de modération, en particulier par la proclamation du blocus continental, le 21 novembre 1806. Étant en contact permanent avec l'Autriche dans l'espoir d'un rapprochement, il commence à communiquer des informations au tsar Alexandre Ier via son ami le duc de Dalberg. En 1807, après une série de victoires de Napoléon (Eylau, Dantzig, Heilsberg, Guttstadt, Friedland), il rédige (se « content[ant] de tenir la plume ») et signe le traité de Tilsit, qui va à l'encontre de ses vues et de ses conseils à Napoléon : alliance offensive avec la Russie, affaiblissement de l'Autriche. Il se déclare « indigné » par le traitement réservé aux vaincus, en particulier la reine de Prusse, et mécontent d'être un « ministre des Relations extérieures sans emploi ». Il prend certainement à cette occasion la décision de démissionner de son poste de ministre à son retour de Varsovie, voire l'annonce dès cet instant à Napoléon. Cela ne l'empêche pas de favoriser le rapprochement entre ce dernier et Marie Walewska,. Sa démission est effective le 10 août 1807. Le 14, il est nommé vice-grand-électeur de l'Empire.

### Le double jeu

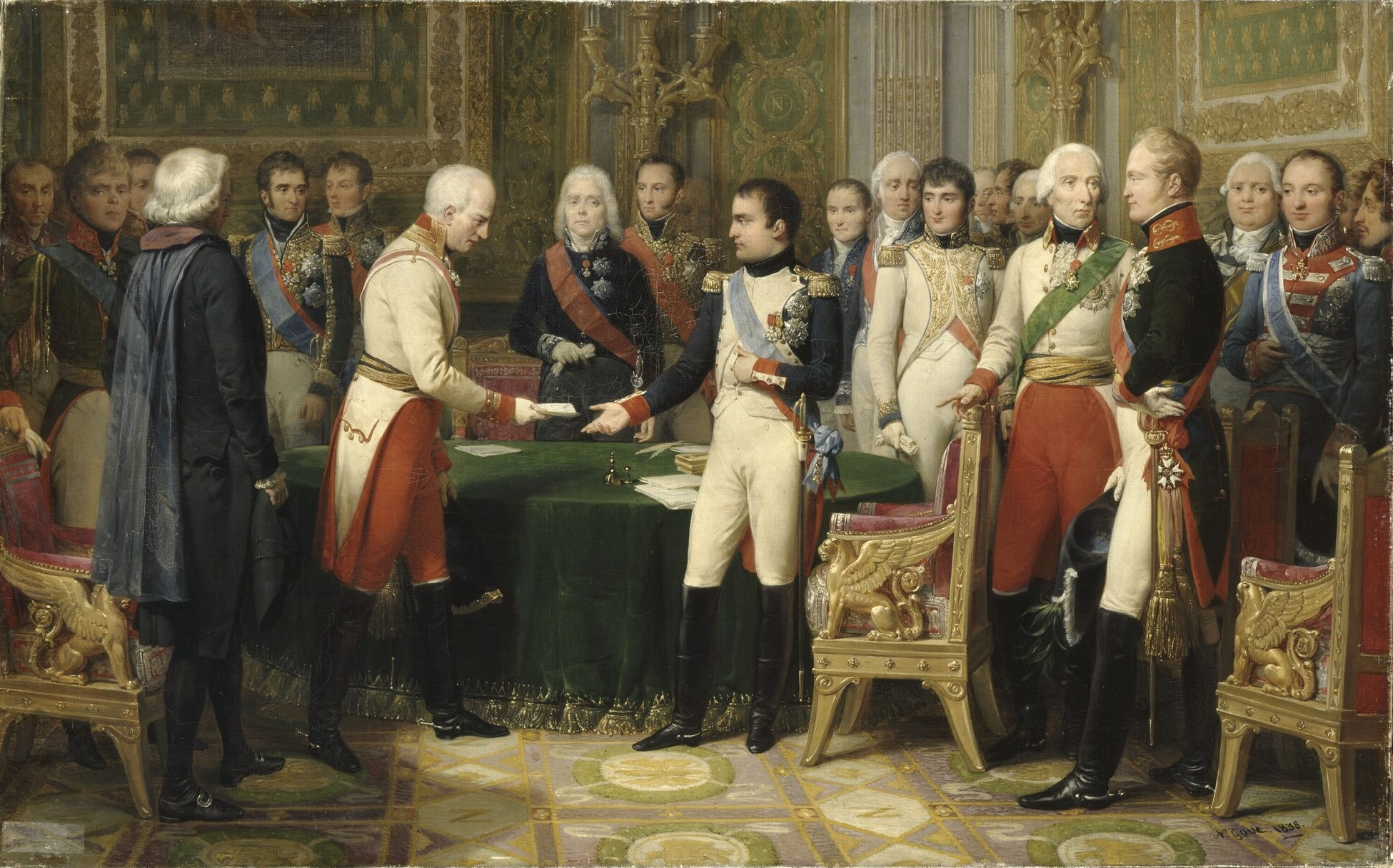
Nicolas Gosse, Napoléon reçoit à Erfurt l’ambassadeur d’Autriche, sous le regard de Talleyrand, entre eux deux.

Talleyrand se détache peu à peu de l'empereur, mais reste cependant son conseiller. Alors qu'il avait initialement (et de manière intéressée) suggéré l'intervention en Espagne, il s'en désolidarise progressivement du fait de l'évolution de la situation européenne. Il fait savoir son opposition puis plus tard fait disparaître les lettres et affirme dans ses mémoires avoir toujours plaidé contre. De plus, l'empereur fait « tout le contraire » des suggestions de Talleyrand, qui plaide pour un rapprochement avec Ferdinand, prince populaire. Son désaccord sur la méthode se manifeste particulièrement dans les courriers qu'il envoie à l'empereur, qui se trouve à Bayonne. Ce dernier n'en tient pas compte et capture par la ruse les infants d'Espagne, procédé inexcusable pour Talleyrand. Il se voit confier leur garde, et les loge durant sept ans à Valençay, hospitalité qui se révèle agréable aux prisonniers.
En septembre 1808, Napoléon le charge de le seconder à l'entrevue d'Erfurt avec le tsar de Russie, sans ignorer que Talleyrand est hostile à l'alliance qu'il cherche, lui préférant la voie autrichienne. Pendant les discussions en marge des entrevues entre les deux empereurs, Talleyrand va jusqu'à déconseiller à Alexandre de s'allier avec Napoléon, en lui déclarant : « Sire, que venez-vous faire ici ? C'est à vous de sauver l'Europe, et vous n'y parviendrez qu'en tenant tête à Napoléon. Le peuple français est civilisé, son souverain ne l'est pas ; le souverain de la Russie est civilisé, son peuple ne l'est pas ; c'est donc au souverain de la Russie d'être l'allié du peuple français », puis « le Rhin, les Alpes, les Pyrénées sont la conquête de la France ; le reste est la conquête de l'Empereur ; la France n'y tient pas ». C'est la « trahison d'Erfurt », « fourberie » (pour Georges Lacour-Gayet) qu'il détaille longuement dans ses mémoires, affirmant avoir manœuvré l'un et l'autre empereur pour préserver l'équilibre européen (« à Erfurt, j'ai sauvé l'Europe d'un complet bouleversement ») et qui lui vaudra plus tard l'inimitié des bonapartistes. Pour l'heure, Napoléon, qui ignore le sabotage, est surpris du manque de réussite de ses discussions avec Alexandre, et l'alliance ne se fait pas, la convention étant devenue « insignifiante ». Selon André Castelot, « l'envoi à Erfurt de Talleyrand, en fourrier diplomatique, est assurément [de toutes les erreurs commises en 1808 par l'empereur] la faute qui pèsera le plus lourd sur l'avenir de l'Empire ».
Alors que l'on reste sans nouvelles de l'empereur depuis l'Espagne, où la guérilla fait rage, et que la rumeur de sa mort se répand, Talleyrand intrigue au grand jour avec Joseph Fouché pour offrir la régence à l'impératrice Joséphine, en cherchant le soutien de Joachim Murat. Le 17 janvier 1809, en Espagne, Napoléon apprend la conjuration et accourt à Paris, arrivant le 23. Le 27, durant trente minutes, il abreuve Talleyrand d'injures ordurières à l'issue d'un conseil restreint de circonstance :

« Vous êtes un voleur, un lâche, un homme sans foi ; vous ne croyez pas à Dieu ; vous avez, toute votre vie, manqué à tous vos devoirs, vous avez trompé, trahi tout le monde ; il n'y a pour vous rien de sacré ; vous vendriez votre père. Je vous ai comblé de biens et il n'y a rien dont vous ne soyez capable contre moi »

Il l'accuse notamment de l'avoir incité à faire arrêter le duc d'Enghien et à entamer l'expédition d'Espagne ; la phrase célèbre « vous êtes de la merde dans un bas de soie » n'est peut-être pas prononcée en cette circonstance. Il lui retire son poste de grand chambellan.
Talleyrand est convaincu d'être arrêté, mais reste impassible : il aurait dit à la sortie dudit conseil : « Quel dommage, Messieurs, qu'un aussi grand homme ait été si mal élevé ». Au contraire de Fouché qui joue profil bas, il se présente toujours à la cour et ce dès le lendemain de la fameuse scène, fait intercéder Hortense de Beauharnais, sollicitée par Mme de Rémusat, auprès de Napoléon, mais ne dissimule pas son opposition :

« Napoléon avait eu la maladresse (et on en verra plus tard la conséquence) d'abreuver de dégoût ce personnage si délié, d'un esprit si brillant, d'un goût si exercé et si délicat, qui, d'ailleurs, en politique lui avait rendu autant de services pour le moins que j'avais pu lui en rendre moi-même dans les hautes affaires de l'État qui intéressaient la sûreté de sa personne. Mais Napoléon ne pouvait pardonner à Talleyrand d'avoir toujours parlé de la guerre d'Espagne avec une liberté désapprobatrice. Bientôt, les salons et les boudoirs de Paris devinrent le théâtre d'une guerre sourde entre les adhérents de Napoléon d'une part, Talleyrand et ses amis de l'autre, guerre dont l'épigramme et les bons mots étaient l'artillerie, et dans laquelle le dominateur de l'Europe était presque toujours battu. »

— Mémoires de Joseph Fouché

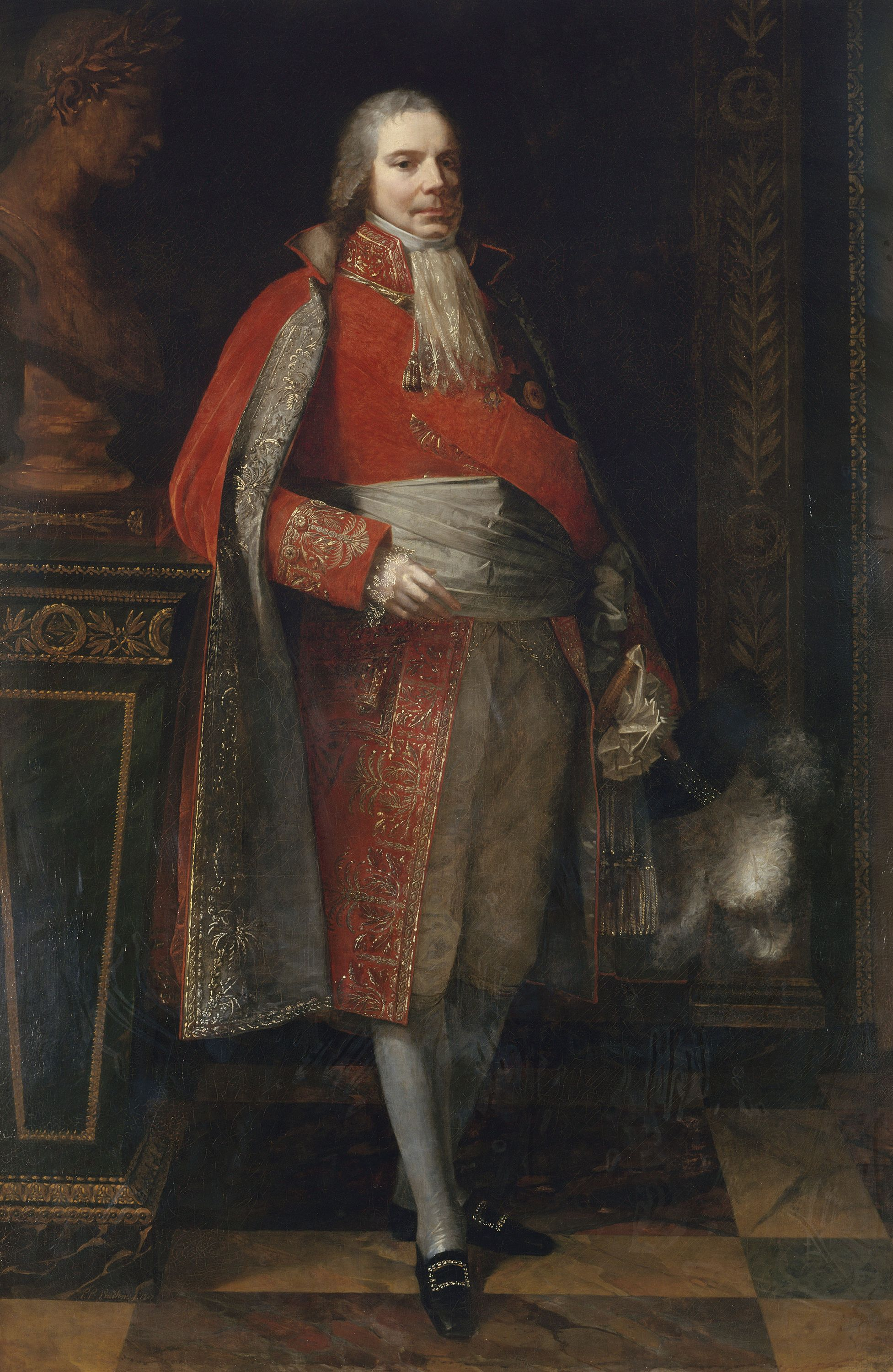
Talleyrand en habit de grand chambellan (détail), par Pierre-Paul Prud'hon, portrait version rouge de 1807 (Musée Carnavalet de Paris).

Menacé d'exil avec son comparse, voire dans sa vie, il n'est finalement pas inquiété, conserve ses autres postes et l'empereur le consulte toujours. Selon Jean Orieux, il est pour Napoléon « insupportable, indispensable et irremplaçable » : Talleyrand travaille à son divorce et à son remariage, en lui suggérant le « mariage autrichien », qu'il plaide pendant le conseil extraordinaire du 28 janvier 1810. Il est alors gêné financièrement, du fait de la perte de ses charges et du coût de l'hébergement des infants d'Espagne, que la dotation de Napoléon ne couvre pas complètement. La faillite de la banque Simons, dans laquelle il perd un million et demi, le met alors dans une position si délicate qu'il sollicite en vain un prêt au tsar. Il reçoit cependant toujours des pots-de-vin et en vient à vendre une nouvelle fois sa bibliothèque. En 1811, Napoléon finit par le sortir de ses ennuis financiers en lui achetant l'hôtel Matignon ; deux ans plus tard, Talleyrand déménage dans l'hôtel Saint-Florentin.
En 1812, dans le cadre de la préparation de la campagne de Russie, Napoléon pense emprisonner préventivement Fouché et Talleyrand, tout en envisageant d'envoyer ce dernier comme ambassadeur en Pologne. Talleyrand accueille la nouvelle de la retraite de Russie en déclarant : « c'est le commencement de la fin » ; il intensifie ses relations d'intrigue. En décembre 1812, Talleyrand incite sans succès Napoléon à négocier la paix et à accorder d'importantes concessions ; il refuse le poste de ministre des Relations extérieures que lui propose à nouveau l'empereur. Il écrit à Louis XVIII via son oncle, début d'une correspondance qui dure toute l'année 1813 ; la police impériale intercepte certaines lettres et l'empereur pense l'exiler et le poursuivre en justice. Pourtant Napoléon suit toujours ses conseils : en décembre 1813, il accepte sur ses instances le retour des Bourbons sur le trône d'Espagne, et lui propose de nouveau le poste de ministre des Relations extérieures, se voyant opposer un nouveau refus. Le 16 janvier 1814, Napoléon, durant une nouvelle scène, est sur le point de le faire arrêter ; le 23 janvier, il le nomme pourtant au conseil de régence. Ils se voient pour la dernière fois le surlendemain, à la veille du départ de l'empereur pour une campagne militaire désespérée.
Le 28 mars 1814, alors que les Alliés menacent Paris, le conseil de régence décide l'évacuation de la cour, qui a lieu les deux jours suivants. Le 30 mars au soir, Talleyrand exécute une manœuvre habile pour rester, et en maître, à Paris : il fait en sorte qu'on l'empêche de passer la barrière de Passy puis, durant la nuit, négocie la capitulation du maréchal Marmont, qui dirige la défense de la ville. Le lendemain, 31 mars, Talleyrand dévoile son « 18 Brumaire à l'envers », alors que les Alliés entrent dans Paris : ce soir-là, le roi de Prusse et le tsar arrivent à son hôtel particulier, et ce dernier y loge. Il plaide auprès d'eux le retour des Bourbons en ces termes : « La République est une impossibilité ; la régence, Bernadotte, sont une intrigue ; les Bourbons seuls sont un principe »,. Il répond également à leurs doutes en proposant de consulter le Sénat :

« Le tsar acquiesça ; la Restauration était faite. »

— Georges Lacour-Gayet, Talleyrand

## Restauration

### Président du Gouvernement provisoire

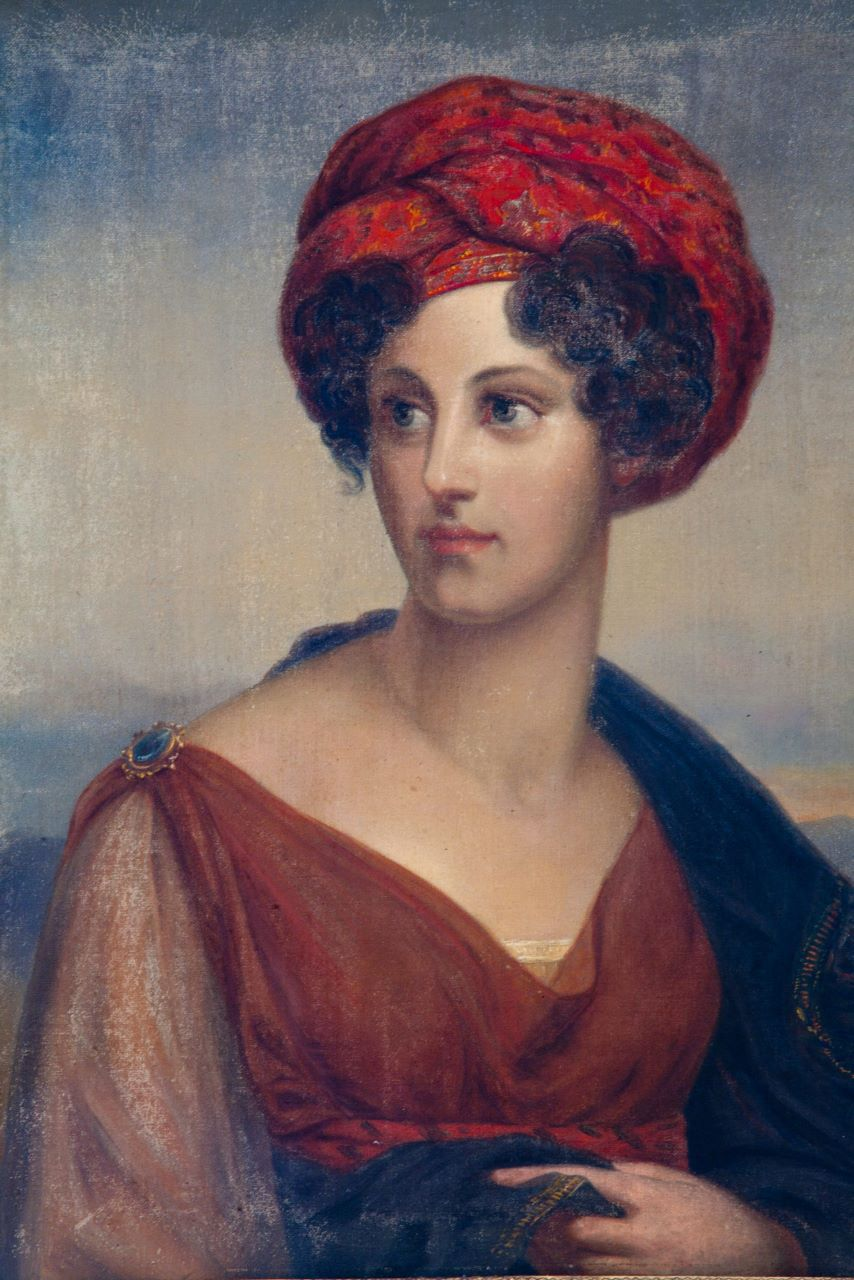
Dorothée de Courlande, duchesse de Dino, par François Gérard, 1816.

Le 1er avril 1814, le Sénat conservateur élit Talleyrand à la tête d'un « gouvernement provisoire » qui fait dire à Chateaubriand qu'« il y plaça les partners de son whist ». Le lendemain, le Sénat déchoit l'empereur de son trône, ce dernier négociant encore avec les Alliés pour une abdication en faveur de son fils et une régence de Marie-Louise. Napoléon Bonaparte est finalement perdu par la défection de Marmont et abdique le 6 avril. Talleyrand fait saisir toute sa correspondance avec l'empereur.
Il applique immédiatement ses idées libérales et fait en sorte de rétablir une vie normale pour le pays :

« Il fait rendre les conscrits des dernières levées napoléoniennes à leur famille, libérer les prisonniers politiques et les otages, échanger les prisonniers de guerre, il rétablit la liberté de circulation des lettres, facilite le retour du Pape à Rome et celui des princes espagnols à Madrid, rattache les agents de la police générale de l'Empire, devenus odieux, à l'autorité des préfets. Il s'efforce surtout de rassurer tout le monde et maintient autant que faire se peut tous les fonctionnaires dans leur poste. Deux préfets seulement sont remplacés. »

— Emmanuel de Waresquiel, Talleyrand, le prince immobile.
Sa position est difficile, surtout à Paris : les Alliés occupent la ville, les royalistes et les bonapartistes ne reconnaissent pas le gouvernement provisoire. Il use d'expédients pour financer ce dernier.
Pendant les premiers jours d'avril, lui, son gouvernement et le Sénat rédigent à la va-vite une nouvelle constitution, qui consacre une monarchie parlementaire bicamérale, organise l'équilibre des pouvoirs, respecte les libertés publiques et déclare la continuité des engagements contractés sous l'Empire.
Le 12 avril, le comte d'Artois entre dans Paris et s'installe, en même temps que le gouvernement, aux Tuileries (à cette occasion, Talleyrand lui fait attribuer la déclaration selon laquelle il n'y a « qu'un Français de plus »). Le 14, le Sénat défère l'autorité formelle sur le gouvernement provisoire au comte d'Artois, qui accepte pour son frère « les bases » de la Constitution, mais avec certaines restrictions.
Après le traité de Fontainebleau du 11 avril, Talleyrand signe le 23 la convention d'armistice avec les Alliés, dont il juge les conditions « douloureuses et humiliantes » (la France revient aux frontières de 1792, renonce aux frontières naturelles et abandonne cinquante-trois places fortes), mais sans alternative, dans une France « épuisée d'hommes, d'argent et de ressources ».
Le gouvernement provisoire ne dure qu'un mois. Le 1er mai, Talleyrand rejoint Louis XVIII à Compiègne, où celui-ci lui fait faire antichambre plusieurs heures, puis lui déclare au cours d'un entretien glacial : « Je suis bien aise de vous voir ; nos maisons datent de la même époque. Mes ancêtres ont été les plus habiles ; si les vôtres l'avaient été plus que les miens, vous me diriez aujourd'hui : prenez une chaise, approchez-vous de moi, parlons de nos affaires ; aujourd'hui, c'est moi qui vous dis : asseyez-vous et causons ». Dans la même conversation, Louis XVIII lui aurait demandé comment il a pu voir la fin de tant de régimes, ce à quoi Talleyrand aurait répondu :

« Mon Dieu, Sire, je n'ai vraiment rien fait pour cela, c'est quelque chose d'inexplicable que j'ai en moi et qui porte malheur aux gouvernements qui me négligent. »

— Charles-Maxime Villemarest, M. de Talleyrand

### Ministre de la Première Restauration
Louis XVIII n'accepte pas la Constitution sénatoriale : il préfère accorder à ses sujets la Charte constitutionnelle qui reprend les idées libérales proposées mais rejette l'équilibre des pouvoirs, le roi en accordant aux deux chambres. Le 13 mai, Talleyrand, déçu dans son ambition de présider le ministère, est nommé ministre des Affaires étrangères.
Le 30 mai, il signe le traité de Paris qu'il a négocié : la paix entre la France et les Alliés, la fin de l'occupation, pas d'indemnités de guerre, le retour aux frontières de 1792 (plus quelques villes, une part de la Savoie et les anciens comtats pontificaux), et l'annonce du Congrès de Vienne, dont les bases sont posées. Parmi les dispositions, la France, qui a conservé ses colonies (sauf l'île de France, Tobago et Sainte-Lucie), s'engage à abolir la traite négrière dans les cinq ans,, et conserve les œuvres d'art pillées par Bonaparte.
Talleyrand est fait chevalier de l'ordre de la Toison d'or (no 868). La principauté de Bénévent est rendue au pape. Le roi le fait enfin « prince de Talleyrand » et pair de France.
Le 8 septembre, il défend le budget devant la chambre des pairs. Pour la première fois, comme en Angleterre, l'État se voit dans l'obligation de payer toutes les dettes qu'il contracte.

### Ambassadeur de France au congrès de Vienne
Louis XVIII le charge logiquement de représenter la France au congrès de Vienne et approuve les « instructions » que Talleyrand a proposées. Le diplomate part avec quatre objectifs, les dispositions concernant la France ayant déjà été réglées par le Traité de Paris :

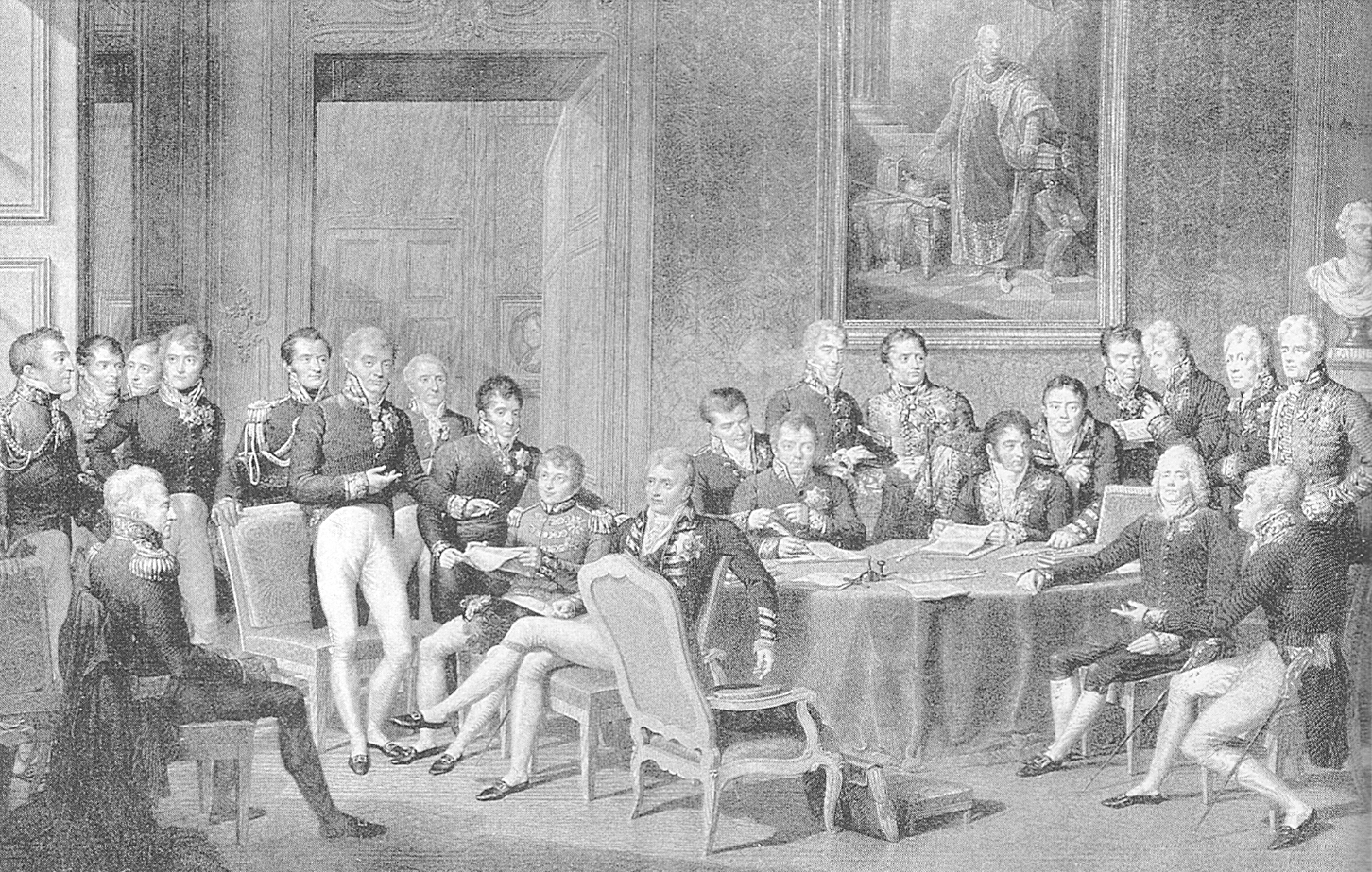
Le congrès de Vienne, par Jean-Baptiste Isabey (Talleyrand est le deuxième homme assis en partant de la droite).

1. prévenir les vues de l'Autriche sur la Sardaigne ;
2. faire en sorte que Naples revienne à Ferdinand IV de Bourbon ;
3. défendre la Pologne face à la Russie ;
4. empêcher la Prusse de mettre la main sur la Saxe et la Rhénanie[240].

Le 16 septembre 1814 débutent les tractations informelles du congrès de Vienne. Talleyrand, qui y est assisté par le duc de Dalberg, le marquis de la Tour du Pin et le comte de Noailles, y arrive le 23 septembre, l'ouverture étant prévue pour le 1er octobre. Tenu à l'écart des principales réunions qui ont lieu entre les quatre pays (Royaume-Uni, Autriche, Prusse, Russie) qui ont déjà approuvé un protocole le 22 septembre, il est cependant invité à une discussion le 30 septembre où Metternich et Hardenberg emploient les mots « puissances alliées ». Il réagit alors :

« Alliées…, dis-je, et contre qui ? Ce n'est plus contre Napoléon : il est à l'île d'Elbe… ; ce n'est plus contre la France : la paix est faite… ; ce n'est sûrement pas contre le roi de France : il est garant de la durée de cette paix. Messieurs, parlons franchement, s'il y a encore des puissances alliées, je suis de trop ici. […] Et cependant, si je n'étais pas ici, je vous manquerais essentiellement. Messieurs, je suis peut-être le seul qui ne demande rien. De grands égards, c'est là tout ce que je veux pour la France. Elle est assez grande par ses ressources, par son étendue, par le nombre et l'esprit de ses habitants, par la contiguïté de ses provinces, par l'unité de son administration, par les défenses dont la nature et l'art ont garanti ses frontières. Je ne veux rien, je vous le répète ; et je vous apporte immensément. La présence d'un ministre de Louis XVIII consacre ici le principe sur lequel repose tout l'ordre social. […] Si, comme déjà on le répand, quelques puissances privilégiées voulaient exercer sur le congrès un pouvoir dictatorial, je dois dire que, me renfermant dans les termes du traité de Paris, je ne pourrais consentir à reconnaître dans cette réunion aucun pouvoir suprême dans les questions qui sont de la compétence du congrès, et que je ne m'occuperais d'une proposition qui viendrait de sa part. »

— Mémoires de Talleyrand
Talleyrand provoque la colère des quatre (Metternich déclare : « nous aurions mieux fait de traiter nos affaires entre nous ! »). Le 3 octobre, il menace de ne plus assister à aucune conférence, se pose en défenseur des petites nations qui assistent à partir de ce moment aux délibérations et exploite les divisions qui se font jour entre les quatre. Appuyé par le Royaume-Uni et l'Espagne, il obtient ainsi que les procès-verbaux des précédentes réunions soient annulés. Le congrès s'ouvre finalement le 1er novembre. Pour Jean Orieux, aucun sujet important n'est abordé dans les réunions officielles (tout se passe dans les salons) ; les petites nations se lassent et finissent par ne plus y assister. Talleyrand reste alors que les véritables délibérations commencent (il intègre le comité des grandes puissances le 8 janvier) : « C'est ainsi que le comité des Quatre devint le comité des Cinq ».
Il s'allie à l'Autriche et au Royaume-Uni : un traité secret est signé le 3 janvier 1815, ce qui lui permet d'écrire, triomphant, à Louis XVIII : « Maintenant, Sire, la coalition est dissoute, et elle l'est pour toujours. La France n'est plus isolée en Europe… » Par là, il s'oppose à la Prusse et à la Russie : la première n'obtient qu'un morceau de la Saxe et la seconde qu'une partie de la Pologne, qu'elles se partagent. En effet, Talleyrand est partisan d'une Allemagne fédérale qui soit le centre d'équilibre entre les différentes puissances, en particulier la Prusse et l'Autriche. La Prusse et la France se retrouvent avec une frontière en commun, ce qui lui est reproché par une partie des biographes comme la source des guerres franco-allemandes futures ; il est défendu par d'autres. Talleyrand signe l'acte final du congrès le 9 juin 1815.
En échange de la restitution de la principauté de Bénévent, Talleyrand obtient également une compensation financière et le titre de duc de Dino (du roi rétabli Ferdinand des Deux-Siciles), qu'il transmet à son neveu, et par là à sa nièce Dorothée, qui a brillé durant le congrès.
Astolphe de Custine, qui l'accompagne au congrès, est impressionné par sa sagacité, son impassibilité et son humour glacé : 

« Il a rompu tous les fils qui conduisent l'âme à la physionomie ; de sorte que son visage est comme mort, et n'a non plus de mouvement qu'un membre paralysé. L'homme est séparé de son âme : c'est à faire frémir.
Voici un mot qu'on lui attribue ici : Que peut-on espérer du Congrès? Ils ont trop peur pour se brouiller. Ils sont trop bêtes pour s'entendre !. »

### Président du Conseil de la Seconde Restauration

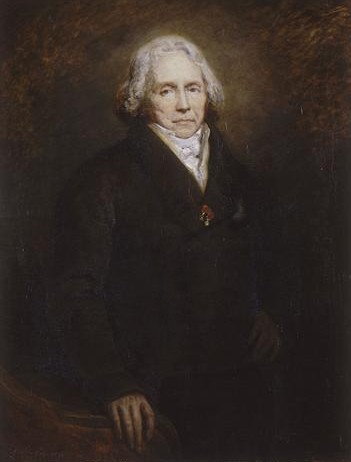
Talleyrand en 1828, par Ary Scheffer.

Au terme du Congrès, la France conserve ses conquêtes de 1792, mais Napoléon Ier revient de l'île d'Elbe, porté en triomphe par les Français, ce qui ruine l'opinion des Alliés à leur sujet et les amène à s’interroger sur les intentions de Talleyrand. Lord Castlereagh écrit à Lord Clancarty, désormais chef de la délégation britannique : « Je partage votre avis : on ne peut compter sur Talleyrand. Cependant, je ne sais à qui sa Majesté peut davantage se fier. La vérité est que la France est un repaire de voleurs et de brigands et que seuls peuvent les gouverner des criminels de leur espèce. » Talleyrand est approché par Montrond, plaidant la cause de Napoléon (pour Lacour-Gayet) ou du duc d'Orléans (pour Emmanuel de Waresquiel) ; dans tous les cas, il refuse, bien qu'il soit en très mauvais termes avec Louis XVIII, désormais en exil. Attendant la défaite de Napoléon (« c'est une question de semaines, il sera vite usé »), il tarde cependant à rejoindre le roi à Gand.
Après la bataille de Waterloo, le 23 juin, il arrive à Mons où se trouve le roi. D'après Emmanuel de Waresquiel, Talleyrand presse le roi, au cours d'une réunion orageuse, de renvoyer son conseiller Blacas, d'accepter une constitution plus libérale et de se distinguer des Alliés, mais n'obtient que le départ de Blacas ; d'après Georges Lacour-Gayet, il refuse de se rendre chez le roi, Chateaubriand jouant les intermédiaires. Prenant de court Talleyrand qu'il disgracie (de colère, ce dernier en perd son calme habituel), Louis XVIII rejoint les bagages de l'armée alliée et rédige une proclamation réactionnaire. Cette tendance provoque l'inquiétude des Britanniques qui contraignent le roi à rappeler Talleyrand à la tête du conseil des ministres. À l'issue de la séance du 27 juin, marquée par des affrontements verbaux, le ministre l'emporte sur le comte d'Artois et le duc de Berry (chefs du parti ultra) et une proclamation libérale est adoptée.
Fouché, président du gouvernement provisoire, tient Paris, appuyé par les républicains. Pour Georges Lacour-Gayet et Franz Blei, Talleyrand convainc Louis XVIII de nommer Fouché (qui a voté la mort de son frère) ministre de la Police,. D'après les Mémoires de Talleyrand et pour Emmanuel de Waresquiel, les réticences de Louis XVIII cèdent le pas à la nécessité politique, et c'est Talleyrand qui ne souhaite pas s'encombrer d'un homme comme Fouché. Dans tous les cas, Talleyrand négocie avec Fouché qui livre Paris au roi, et il organise une rencontre. Dans un passage fameux de ses mémoires, Chateaubriand raconte la scène :

« Ensuite, je me rendis chez Sa Majesté : introduit dans une des chambres qui précédaient celle du roi, je ne trouvai personne ; je m'assis dans un coin et j'attendis. Tout à coup une porte s'ouvre : entre silencieusement le vice appuyé sur le bras du crime, M. de Talleyrand marchant soutenu par M. Fouché ; la vision infernale passe lentement devant moi, pénètre dans le cabinet du roi et disparaît. Fouché venait jurer foi et hommage à son seigneur ; le féal régicide, à genoux, mit les mains qui firent tomber la tête de Louis XVI entre les mains du frère du roi martyr ; l'évêque apostat fut caution du serment. »

— François-René de Chateaubriand, Mémoires d'Outre-tombe
Talleyrand conserve son poste, et, le lendemain de l'arrivée du roi aux Tuileries, le 9 juillet 1815, il est nommé de surcroît président du Conseil des ministres, malgré l'opposition des ultras. Il réussit à constituer, contrairement à 1814, un gouvernement qu'il dirige et sera solidaire de la politique libérale choisie. Il entame une révision de la Charte par une ordonnance du 13 juillet pour organiser le partage du pouvoir entre le roi et les chambres (la chambre des pairs devenant héréditaire, Talleyrand composant la liste des pairs), une libéralisation des élections (baisse du cens, de l'âge minimal), une libéralisation de la presse, etc.
Le gouvernement tente aussi en vain d'empêcher les armées alliées, qui occupent toujours le pays, de reprendre les œuvres d'art pillées dans toute l'Europe par Napoléon. Il essaie de renvoyer ces armées hors du royaume ; les souverains européens exigent des conditions exorbitantes pour signer la paix, que Talleyrand parvient à diminuer en abaissant par exemple les réparations de 100 à 8 millions de francs. La France perd cependant ses conquêtes de 1792.
Talleyrand entre en conflit avec Fouché (qui a besoin de donner des gages aux royalistes) sur les débuts de la Terreur blanche dans le Midi (Talleyrand est contraint de rétablir la censure) et sur les listes de bonapartistes (Ney, Huchet de la Bédoyère, etc.) à juger. Le ministre de la Police paie de son poste cette divergence de vues, ce qui réjouit le roi et les ultras. Cela ne suffit pas : après les élections qui amènent la « Chambre introuvable », remportée par ces derniers, Talleyrand présente le 19 septembre sa démission afin d'obtenir un refus et le soutien du roi. Ce dernier, sous la pression des ultras et du tsar Alexandre (qui reproche à Talleyrand de s'être opposé à lui à Vienne), l'accepte le 23 septembre et change de ministère, appelant un gouvernement mené par le duc de Richelieu.

### Dans l'opposition libérale
Talleyrand est nommé grand chambellan de France le 28 septembre 1815. Pour la première fois depuis son retour des États-Unis, il n'est pas au pouvoir, se répandant contre son successeur, le duc de Richelieu (qui pourtant fait en sorte que les titres de Talleyrand, qui n'a pas de fils légitime, soient transmissibles à son frère), certain d'être rappelé au pouvoir. Au printemps 1816, il se retire à Valençay, où il n'avait pas été depuis huit ans, puis revient un temps à Paris à l'annonce de la dissolution de la Chambre introuvable. Le 18 novembre 1816, sa critique d'Élie Decazes, ministre de la Police, exaspère le roi (il le traite de « maquereau ») : il est interdit de se présenter à la cour, disgrâce qui dure jusqu'au 28 février 1817. Son opposition au gouvernement entraîne même une approche des ultras, opposés à Richelieu et Decazes qui poursuivent en partie la politique libérale de Talleyrand. En 1818, il a une occasion de revenir au pouvoir, mais le roi, qui ne l'« aime [ni ne l'] estime », lui préfère Jean Dessolle, puis Decazes, puis à nouveau Richelieu en 1820. Il est désormais convaincu que le roi ne veut plus de lui.

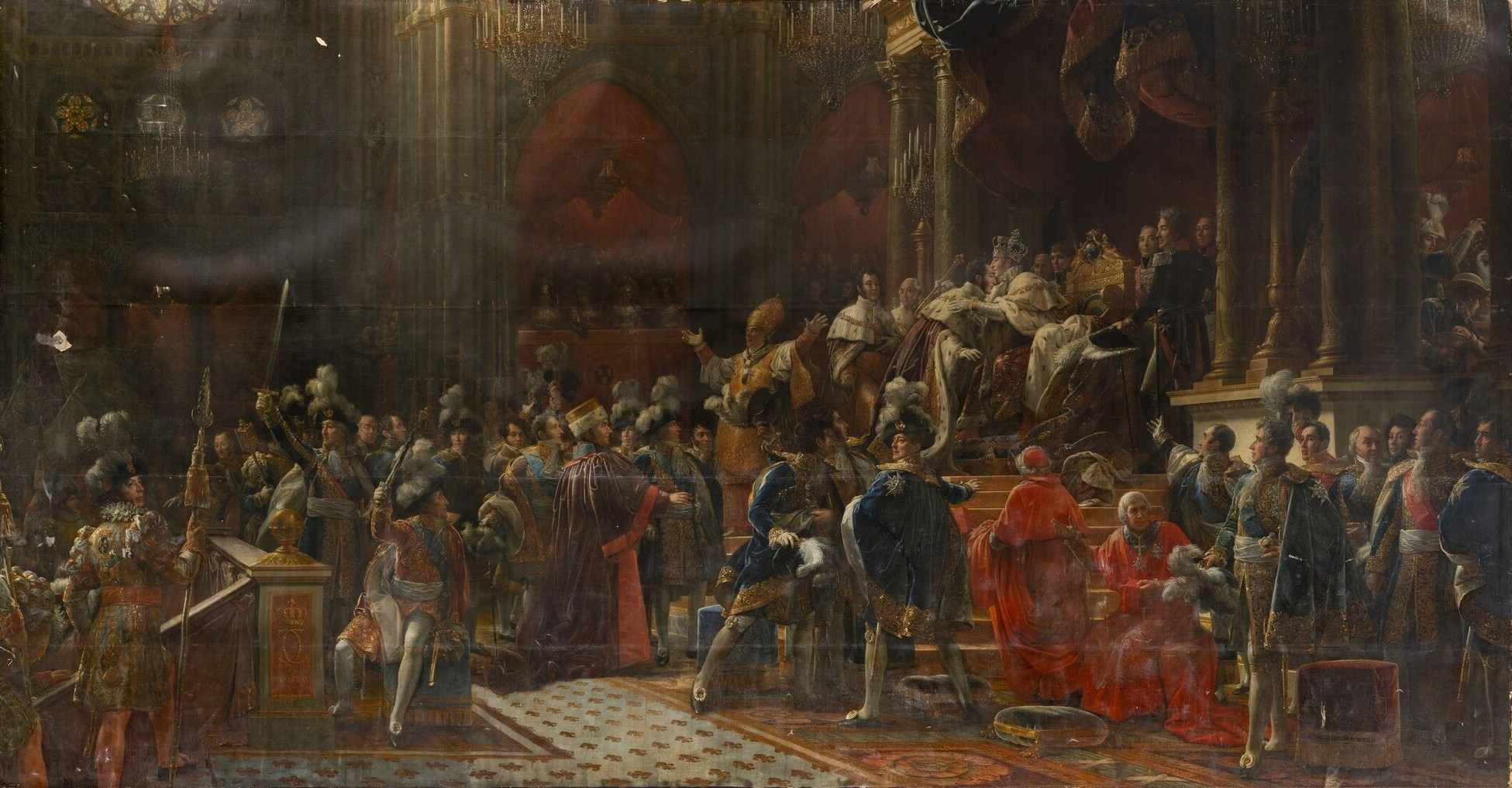
François Gérard, Le sacre de Charles X. Talleyrand est au premier plan, coiffé d'un chapeau à plume.

Alors que les ultras sont de plus en plus influents, Talleyrand, désormais proche des doctrinaires, en particulier de Pierre-Paul Royer-Collard qu'il a pour voisin à Valençay, se place pour le reste de la Restauration dans l'opposition libérale : il prononce le 24 juillet 1821, puis en février 1822 des discours à la Chambre des pairs pour défendre la liberté de la presse, puis le 3 février 1823 contre l'expédition d'Espagne, voulue par Chateaubriand. Il est alors d'autant plus détesté par les ultras que son rôle dans l'assassinat du duc d'Enghien est révélé par Savary, qui est alors exilé par Louis XVIII, lequel souhaite protéger l'honneur de son grand chambellan.
En septembre 1824, alors que le poids de ses 70 ans se fait sentir, son poste fait qu'il assiste longuement à l'agonie de Louis XVIII, puis à son enterrement et au sacre de son successeur. L'avènement de Charles X, chef du parti ultra, lui enlève ses derniers espoirs de retour au pouvoir. Durant une cérémonie, le 20 janvier 1827 à l'église Saint-Denis un nommé Maubreuil l'agresse et le frappe à plusieurs reprises,. Il se rapproche du duc d'Orléans et de sa sœur, Madame Adélaïde. En quelques années, le jeune journaliste Adolphe Thiers a su devenir un familier : Talleyrand l'aide à monter son journal, Le National, d'orientation libérale et offensive contre le pouvoir. Le National se retrouve au cœur de la contestation des Ordonnances de Juillet qui provoque les Trois Glorieuses et la chute de Charles X. Il profite par la même occasion des conseils du banquier Gabriel-Julien Ouvrard, sur une baisse de la bourse de Paris à l'occasion de ces événements.

## Monarchie de Juillet

### Ambassadeur à Londres
En juillet 1830, alors que l'incertitude règne, Talleyrand expédie le 29 juillet un billet à Adélaïde d'Orléans pour son frère Louis-Philippe, lui conseillant de se rendre à Paris :

« Ce billet qui amena sur les lèvres de Madame Adélaïde une exclamation soudaine : « Ah ! ce bon prince, j'étais bien sûre qu'il ne nous oublierait pas ! » dut contribuer à fixer les indécisions du futur roi. Puisque M. de Talleyrand se prononçait, Louis-Philippe pouvait se risquer. »

— Charles-Augustin Sainte-Beuve, Nouveaux Lundis
Louis-Philippe revient à Paris le lendemain, se rend pour entretien chez Talleyrand et prend son parti. Celui-ci l'aide par l'entremise d'Adolphe Thiers. Devenu roi, Louis-Philippe, après avoir souhaité faire de Talleyrand son ministre des Affaires étrangères, le nomme rapidement à sa demande ambassadeur extraordinaire à Londres, afin de garantir la neutralité du Royaume-Uni vis-à-vis du nouveau régime. La décision est critiquée à Paris, mais approuvée à Londres, où Wellington et Aberdeen sont ses amis depuis longtemps. Il est accueilli de manière grandiose le 24 septembre et reçoit le logis de William Pitt ; sa nomination rassure les cours d'Europe, effrayées par cette nouvelle révolution française, alors qu'éclate la révolution belge. Lui-même explique être à l’époque « animé de l’espoir, du désir surtout, d’établir cette alliance de la France et de l’Angleterre, que j’ai toujours considérée comme la garantie la plus solide du bonheur des deux nations et de la paix du monde. »
Talleyrand s'oppose au ministre Louis-Mathieu Molé : les deux hommes essayent de mener une politique sans tenir compte l'un de l'autre, le ministre menaçant de démissionner. Talleyrand prône par exemple contre Molé l'évacuation de l'Algérie, que souhaitent les Britanniques ; Louis-Philippe choisit de s'y maintenir. Molé est cependant remplacé par Horace Sébastiani, qui ne gêne pas Talleyrand.
À la suite de la déclaration d'indépendance de la Belgique du royaume uni des Pays-Bas, proclamée unilatéralement par le gouvernement provisoire belge le 4 octobre 1830, Talleyrand est envoyé à Londres en tant que plénipotentiaire du roi des français lors de la conférence internationale entre les cinq grandes puissances européennes, qui s'ouvre le 4 novembre 1830 afin de traiter du sujet. Il y argumente auprès des cinq pour un concept qu'il forge de « non-intervention » dans la guerre belgo-néerlandaise lors de laquelle Guillaume Ier, alors roi des Pays-Bas, tente de reconquérir ses terres. Après avoir refusé l'idée d'une partition de la jeune Belgique, puis avoir envisagé un temps une telle idée, il plaide pour la création d'un État fédéral neutre sur le modèle de la Suisse : il signe les protocoles de juin 1831. Il va jusqu'à passer sur ses instructions en acceptant, et même en négociant, la préservation des frontières du pays et le choix de Léopold de Saxe-Cobourg comme souverain du nouveau royaume, qui deviendra une monarchie constitutionnelle. Il approuve la décision du nouveau Premier ministre, Casimir Perier, de soutenir militairement cette neutralité en envoyant l'armée du Nord, menée par le maréchal Étienne Maurice Gérard, contrer l'offensive de l'armée néerlandaise lors de la campagne des Dix-Jours en août 1831. En conséquence, la Belgique est tenue de signer le traité des XXVII articles, qui réduit son territoire en actant la scission du Grand-duché de Luxembourg, qu'elle avait annexé lors de la révolution belge l'année précédente, ainsi que la scission du Limbourg. Elle signe également la convention des forteresses qui lui fait démanteler une partie des ancienne fortifications de la barrière Wellington, dressées contre la France après la chute du Premier Empire, tout au long de la frontière avec ce qui était alors le Royaume uni des Pays-Bas. Une exception notable sera faite avec la forteresse de Luxembourg, située dans les possessions privées de Guillaume 1er, le grand-duché de Luxembourg, dont Talleyrand obtiendra finalement le partage à sa convenance : en maintenant la route reliant Metz à Liège hors du giron de la Confédération germanique (dont faisait parte le grand-duché) par le fait que le Pays d'Arlon revienne à la Belgique, dans la future province belge de Luxembourg, neuvième province à rejoindre le Royaume. Le reste des possessions personnelles de Guillaume 1er, alors également grand-duc de Luxembourg, devenant petit à petit l'état indépendant du Luxembourg actuel.
Il participe ensuite à la reprise des pourparlers entre les deux belligérants lors de la signature de la convention de Londres le 21 mai 1833. La paix est signée à l'été de la même année, lors de la convention de Zonhoven, lors de laquelle il est remplacé par Adolphe Fourier de Bacourt et rentre en France.

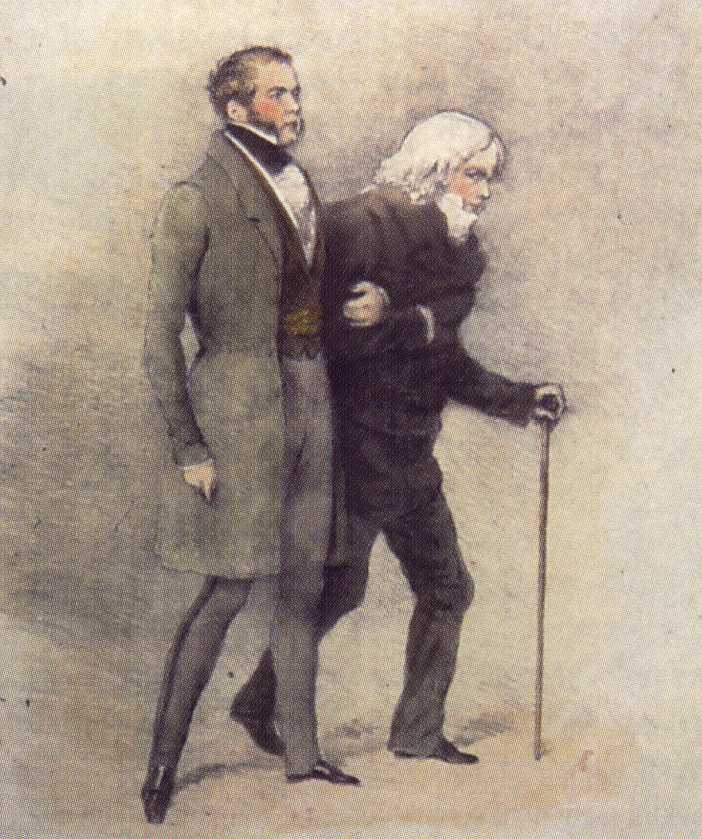
The lame leading the blind (« Le boiteux guidant l'aveugle », John Doyle, 1832), caricature anglaise représentant Talleyrand et Lord Palmerston.

Talleyrand travaille sur le projet qui lui tient à cœur depuis longtemps : le rapprochement du Royaume-Uni et de la France, base de l'Entente cordiale. Les deux pays interviennent conjointement pour obliger le roi des Pays-Bas à respecter la nouvelle indépendance de la Belgique. Il reçoit régulièrement Alphonse de Lamartine et entretient de bons rapports avec son ami Wellington et l'ensemble du cabinet. Son nom est applaudi au Parlement britannique, son raffinement et son habileté deviennent fameux à Londres ; il reçoit fréquemment Prosper Mérimée. L'opposition anglaise accuse même le gouvernement d'être trop influencé par lui, le marquis de Londonderry déclarant à la tribune : « Je vois la France nous dominant tous, grâce à l'habile politique qui la représente ici, et je crains qu'elle n'ait dans ses mains le pouvoir de décision et qu'elle n'exerce ce que j'appellerai une influence dominante sur les affaires européennes. »
Pendant ce temps, en France, si Talleyrand bénéficie d'une estime importante parmi les élites politiques et auprès du roi (ce dernier le consulte sans cesse, lui propose le poste de Premier ministre, proposition qu'il esquive), sa réputation est au plus bas : « Le prince a évité à la France le démembrement, on lui doit des couronnes, on lui jette de la boue ». C'est en effet à cette époque que s'exacerbe la haine généralisée des partis à son encontre. Il devient le « diable boiteux », celui qui a trahi tout le monde.

« On l'appelait « Protée au pied boiteux », « Satan des Tuileries », « République, empereur, roi : il a tout vendu », lisait-on dans ce poème à la mode du jour, écrit avec une plume arrachée à l'aigle de l'ange exterminateur, intitulé Némésis (« la Vengeance »). Son seul mérite fut de provoquer une admirable réponse de Lamartine. »

— Jean Orieux, Talleyrand ou le sphinx incompris
Talleyrand reste en poste jusqu'en 1834 et la conclusion du traité de la Quadruple-Alliance, signé le 22 avril. Fatigué des difficultés de négociation avec Lord Palmerston, il quitte son poste, après avoir signé une convention additionnelle au traité le 18 août. Il arrive le 22 à Paris ; on parle de compléter les alliances en l'envoyant à Vienne. Il renonce à la présidence du conseil, qui est confiée à Thiers (Talleyrand participe à la formation du gouvernement), puis à la scène publique.

### Retraite et mort
Talleyrand se retire dans son château de Valençay. Il a déjà été nommé maire de cette commune de 1826 à 1831, puis conseiller général de l'Indre, jusqu'en 1836. Il conseille toujours Louis-Philippe, en particulier en 1836 sur la neutralité à adopter dans le problème de la succession espagnole, contre l'avis de Thiers, qui y perd son poste.

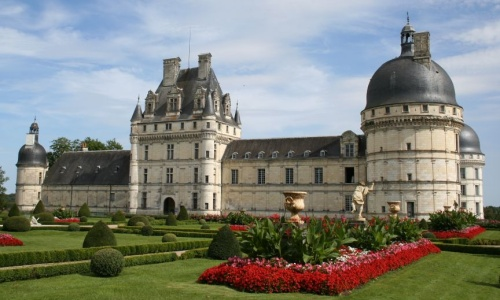
Le château de Valençay.

Son activité politique décroît cependant. Il reçoit, outre de nombreuses personnalités politiques, Alfred de Musset et George Sand (cette dernière le remerciant par un article injurieux, qu'elle regrette dans ses mémoires), Honoré de Balzac et met la dernière main à ses mémoires. En 1837, il quitte Valençay et retourne s'installer dans son hôtel Saint-Florentin à Paris.
À l'approche de la mort, il doit négocier un retour à la religion pour éviter à sa famille le scandale d'un refus de sacrements et de sépulture comme dut le subir Sieyès. Après un discours d'adieu à l'Institut le 3 mars, ses proches confient à l'abbé Dupanloup le soin de le convaincre de signer sa rétractation et de négocier le contenu de celle-ci. Talleyrand, qui joue une fois de plus sur le temps, ne signe que le jour de sa mort, ce qui lui permet de recevoir l'extrême-onction. Au moment où le prêtre doit, conformément au rite, oindre ses mains avec l'huile des infirmes, il déclare : « N'oubliez pas que je suis évêque », reconnaissant ainsi sa réintégration dans l'Église. L'événement, suivi par le tout-Paris, fait dire à Ernest Renan qu'il réussit « à tromper le monde et le Ciel ».
Lorsqu'il apprend que Talleyrand est à l'agonie, le roi Louis-Philippe décide, contrairement à l'étiquette, de lui rendre visite. « Sire, murmure le mourant, c'est un grand honneur que le roi fait à ma Maison. » Il meurt le 17 mai 1838, à 15 h 35 ou 15 h 50, selon les sources, après avoir nommé Adolphe Fourier de Bacourt son exécuteur testamentaire.
Des funérailles officielles et religieuses sont célébrées le 22 mai. L'inhumation provisoire (qui dure trois mois) de Talleyrand a lieu le 22 mai dans le caveau de l'église Notre-Dame de l'Assomption (Paris 1er), sa sépulture à Valençay n'étant pas terminée[réf. nécessaire]. Embaumé à l'égyptienne, son corps est placé dans la crypte qu'il a fait creuser sous la chapelle de la maison de charité qu'il a fondée en 1820 à Valençay, où il est ramené de Paris le 5 septembre ; ce lieu devient la sépulture de ses héritiers et le reste jusqu'en 1952.

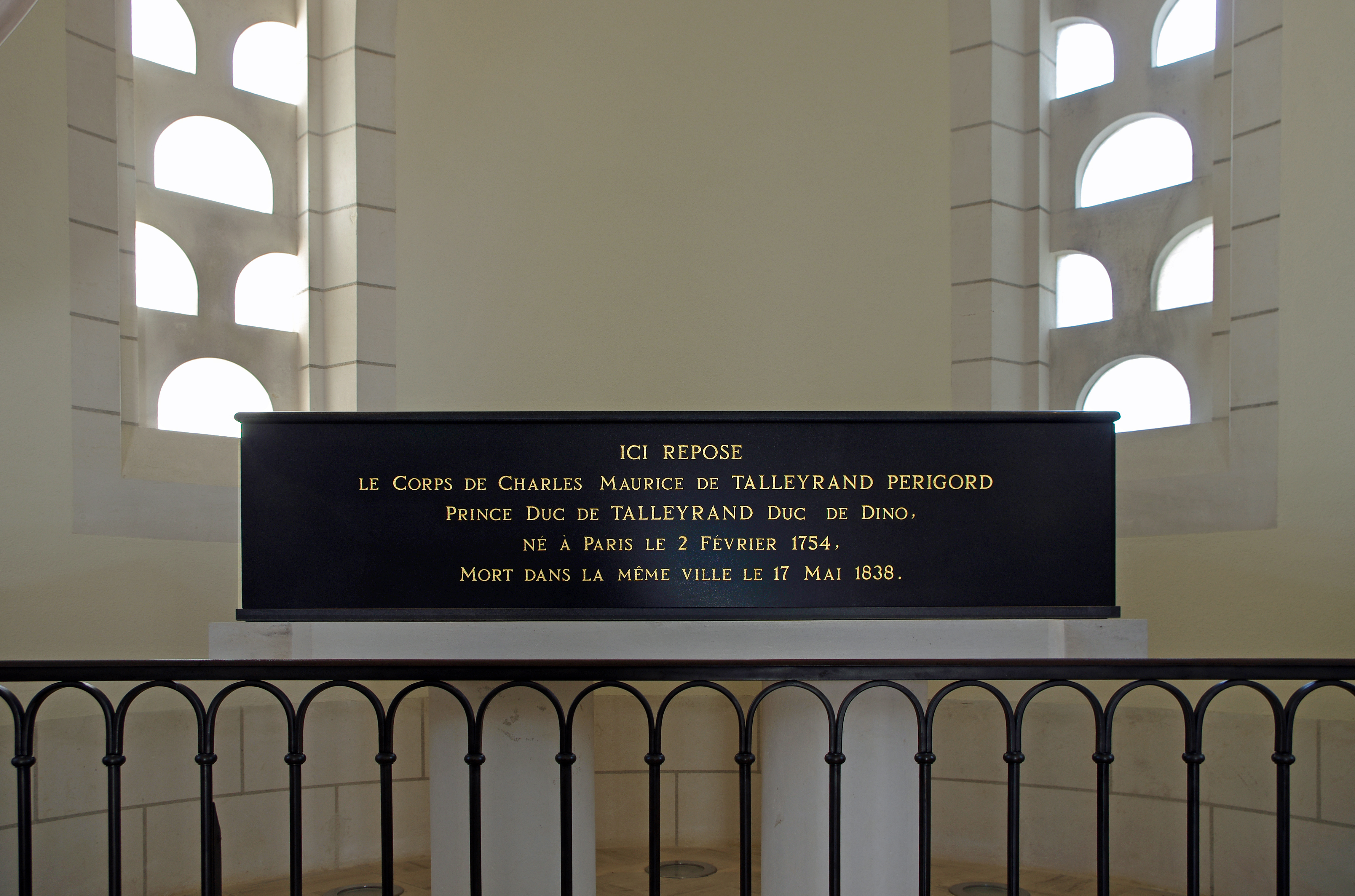
Sarcophage de Talleyrand.

Jusqu'en 1930, une vitre laisse voir son visage momifié. La plaque de marbre qui recouvre une face du sarcophage de marbre noir placé dans un enfeu porte : « Ici repose le corps de Charles-Maurice de Talleyrand-Périgord, prince duc de Talleyrand, duc de Dino, né à Paris le 2 février 1754, mort dans la même ville le 17 mai 1838. »
En 2004, le sarcophage est remonté de la crypte pour être exposé dans le chœur de la chapelle.

## Regards contemporains et postérité
« Talleyrand (Prince de) : s'indigner contre. »

— Gustave Flaubert, Dictionnaire des idées reçues

« On dit toujours de moi ou trop de mal ou trop de bien ; je jouis des honneurs de l'exagération. »

— Talleyrand

« Je veux que, pendant des siècles, on continue à discuter sur ce que j’ai été, ce que j’ai pensé et ce que j’ai voulu. »

— Talleyrand

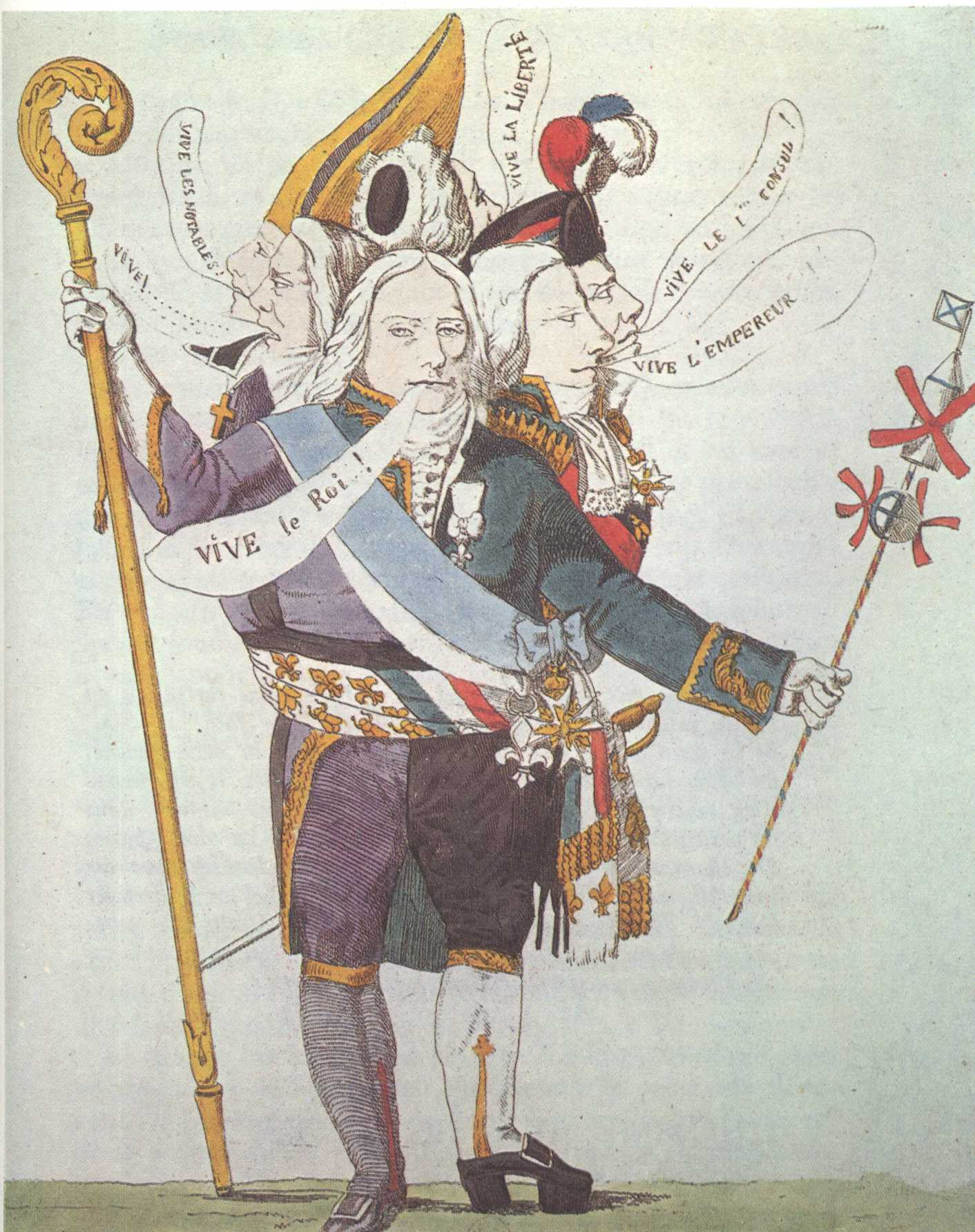
« L'homme aux six têtes » (Le nain jaune, 15 avril 1815), caricature de Talleyrand le présentant avec six têtes, criant respectivement : « Vive le Roi ! », « Vive l'Empereur ! », « Vive le 1er Consul ! », « Vive la Liberté ! », « Vive les notables ! », « Vive !… »

Talleyrand était surnommé le « diable boiteux » en raison de son infirmité et de la haine que lui vouaient certains de ses ennemis, en particulier au sein des factions : « ultras » (pour qui il était un révolutionnaire), Église catholique (se souvenant de la confiscation des biens de l'Église), jacobins (pour qui il était un traître à la Révolution), bonapartistes (qui lui reprochaient la « trahison d'Erfurt »), etc.
Sa nomination comme vice-grand-électeur fait ainsi dire au républicain Fouché qu'il s'agit du « seul vice qui lui manquait ».
Napoléon exprima à propos de Talleyrand des opinions contrastées. Si l’on s’en rapporte au jugement de l'Empereur à Sainte-Hélène, tels que Las Cases les a transcrits, l’Empereur déchu conserva un mépris profond pour « le plus vil et le plus corrompu des hommes », usant de « moyens odieux », « coquin » qui « traite […] ses ennemis comme s’il devait un jour se réconcilier avec eux, et ses amis comme s’ils devaient devenir ses ennemis ». En revanche, il reconnaissait en lui « un esprit éminent » possédant « des talents supérieurs » et un « homme d’esprit ».
Du côté des ultras, François-René de Chateaubriand exprime à chaque occasion dans ses mémoires tout le mal qu'il pense de Talleyrand :

« Ces faits historiques, les plus curieux du monde, ont été généralement ignorés, c'est encore de même qu'on s'est formé une opinion confuse des traités de Vienne, relativement à la France : on les a crus l'œuvre inique d'une troupe de souverains victorieux acharnés à notre perte ; malheureusement, s'ils sont durs, ils ont été envenimés par une main française : quand M. de Talleyrand ne conspire pas, il trafique. »

— François-René de Chateaubriand, Mémoires d'outre-tombe

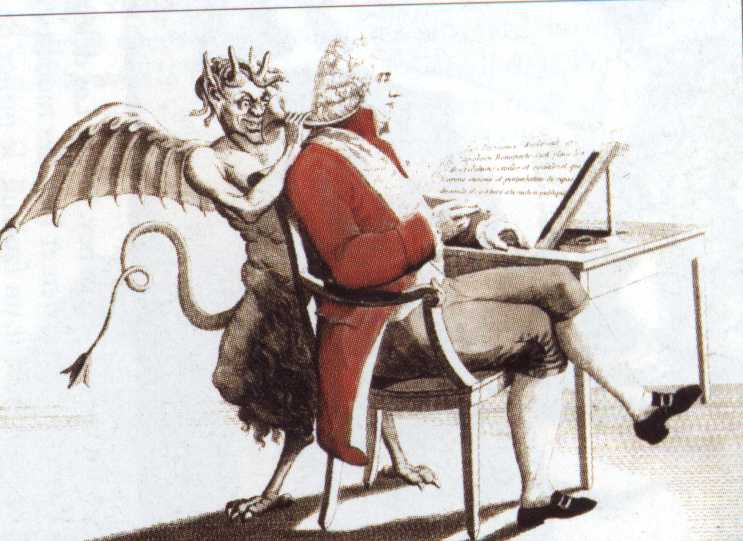
Monsieur tout-à-tous (1815), caricature présentant le diable parlant à l'oreille de Talleyrand.

Charles de Rémusat, qui a fréquenté le salon de Talleyrand, grand ami de sa mère, Mme de Rémusat, écrit dans ses Mémoires :

« Je n'ai jamais eu de goût pour M. de Talleyrand. Je rabats beaucoup de l'admiration convenue qu'on portait aux traits de sa conversation. Ses grands airs me paraissaient dignes du théâtre ; ses grâces étaient pleines d'afféterie. Je ne l'en regarde pas moins comme un des hommes supérieurs de mon temps, le seul peut-être des Français mes contemporains, à qui doive rester le titre d'homme d'État. Son immoralité célèbre ne dépassait pas beaucoup la pratique de la philosophie d'Helvetius, renforcée des traditions de l'Ancien Régime. Elle n'excluait pas en lui quelques-unes des grandes qualités du caractère, une certaine moralité dans l'esprit, le goût des grandes choses, le sentiment du bien-public, le désir de se faire un nom. Tout cela est rare, même chez beaucoup des plus honnêtes que lui. Ce sont les vices et les habitudes de sa vie privée qui ont corrompu sa vie politique, dont la direction générale a été louable. Ce qui nuira à sa mémoire historique, c'est qu'il n'a rien fondé. Rien ne subsiste qui vienne de lui »

— Charles de Rémusat, Mémoires de ma vie.
Victor Hugo, dont le parcours politique est un chemin du légitimisme au républicanisme, écrit à l'occasion de sa mort :

« C’était un personnage étrange, redouté et considérable ; il s’appelait Charles-Maurice de Périgord ; il était noble comme Machiavel, prêtre comme Gondi, défroqué comme Fouché, spirituel comme Voltaire et boiteux comme le diable. On pourrait dire que tout en lui boitait comme lui ; la noblesse qu’il avait faite servante de la république, la prêtrise qu’il avait traînée au Champ de Mars, puis jetée au ruisseau, le mariage qu’il avait rompu par vingt scandales et une séparation volontaire, l’esprit qu’il déshonorait par la bassesse. […]
Il avait fait tout cela dans son palais et, dans ce palais, comme une araignée dans sa toile, il avait successivement attiré et pris héros, penseurs, grands hommes, conquérants, rois, princes, empereurs, Bonaparte, Sieyès, Mme de Staël, Chateaubriand, Benjamin Constant, Alexandre de Russie, Guillaume de Prusse, François d’Autriche, Louis XVIII, Louis-Philippe, toutes les mouches dorées et rayonnantes qui bourdonnent dans l’histoire de ces quarante dernières années. Tout cet étincelant essaim, fasciné par l’œil profond de cet homme, avait successivement passé sous cette porte sombre qui porte écrit sur son architecture : Hôtel Talleyrand.
Eh bien, avant-hier 17 mai 1838, cet homme est mort. Des médecins sont venus et ont embaumé le cadavre. Pour cela, à la manière des Égyptiens, ils ont retiré les entrailles du ventre et le cerveau du crâne. La chose faite, après avoir transformé le prince de Talleyrand en momie et cloué cette momie dans une bière tapissée de satin blanc, ils se sont retirés, laissant sur une table la cervelle, cette cervelle qui avait pensé tant de choses, inspiré tant d’hommes, construit tant d’édifices, conduit deux révolutions, trompé vingt rois, contenu le monde. Les médecins partis, un valet est entré, il a vu ce qu’ils avaient laissé : Tiens ! Ils ont oublié cela. Qu’en faire ? Il s’est souvenu qu'il y avait un égout dans la rue, il y est allé, et a jeté le cerveau dans cet égout. »

— Victor Hugo, Choses vues.
Ainsi, une anecdote circule à l'époque selon laquelle, Louis-Philippe étant venu le voir sur son lit de mort, Talleyrand lui aurait dit : « Sire, je souffre comme un damné. » « Déjà ! » aurait murmuré le roi. Le mot, emprunté à Michel-Philippe Bouvart,, est invraisemblable, mais il a couru très tôt. L'anecdote rappelle ce mot par lequel le Diable aurait accueilli Talleyrand en enfer : « Prince, vous avez dépassé mes instructions »,.

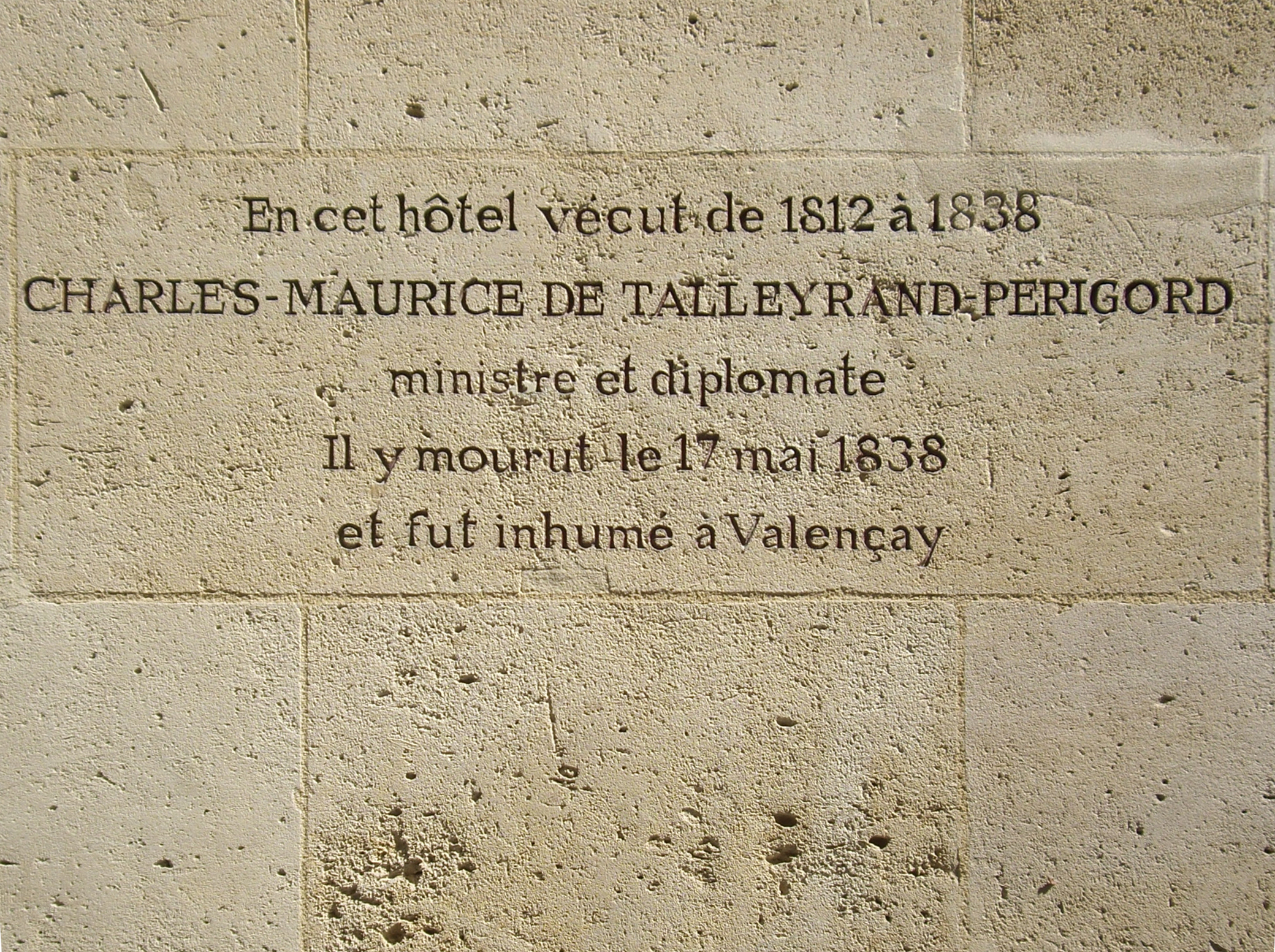
Inscription murale sur l'hôtel de Saint-Florentin, Paris 1er, où vécut Talleyrand à partir de 1812 et où il mourut le 17 mai 1838.

De son vivant, Talleyrand se défendait rarement lui-même des attaques, mais il arrivait que ses amis le fissent pour lui, comme Alphonse de Lamartine (voir plus haut) ou Honoré de Balzac :

« Certain prince qui n'est manchot que du pied, que je regarde comme un politique de génie et dont le nom grandira dans l'histoire. »

— Honoré de Balzac, Le Contrat de mariage
Cependant, en dehors des opinions tranchées (pour Goethe, il est le « premier diplomate du siècle »), la complexité du personnage intrigue très tôt :

« Le problème moral que soulève le personnage de Talleyrand, en ce qu'il a d'extraordinaire et d'original, consiste tout entier dans l'assemblage, assurément singulier et unique à ce degré, d'un esprit supérieur, d'un bon sens net, d'un goût exquis et d'une corruption consommée, recouverte de dédain, de laisser-aller et de nonchalance. »

— Charles-Augustin Sainte-Beuve
Pour François Furet et Denis Richet (1965), Talleyrand a été « trop critiqué après avoir été trop loué » : le XXe siècle a vu, dans l'ensemble, une nouvelle analyse de Talleyrand qui lui fait quitter l'habit du traître parjure et du « diable boiteux », en particulier par ses nombreux biographes qui, en général, ont vu une continuité politique dans sa vie.

## Doctrine

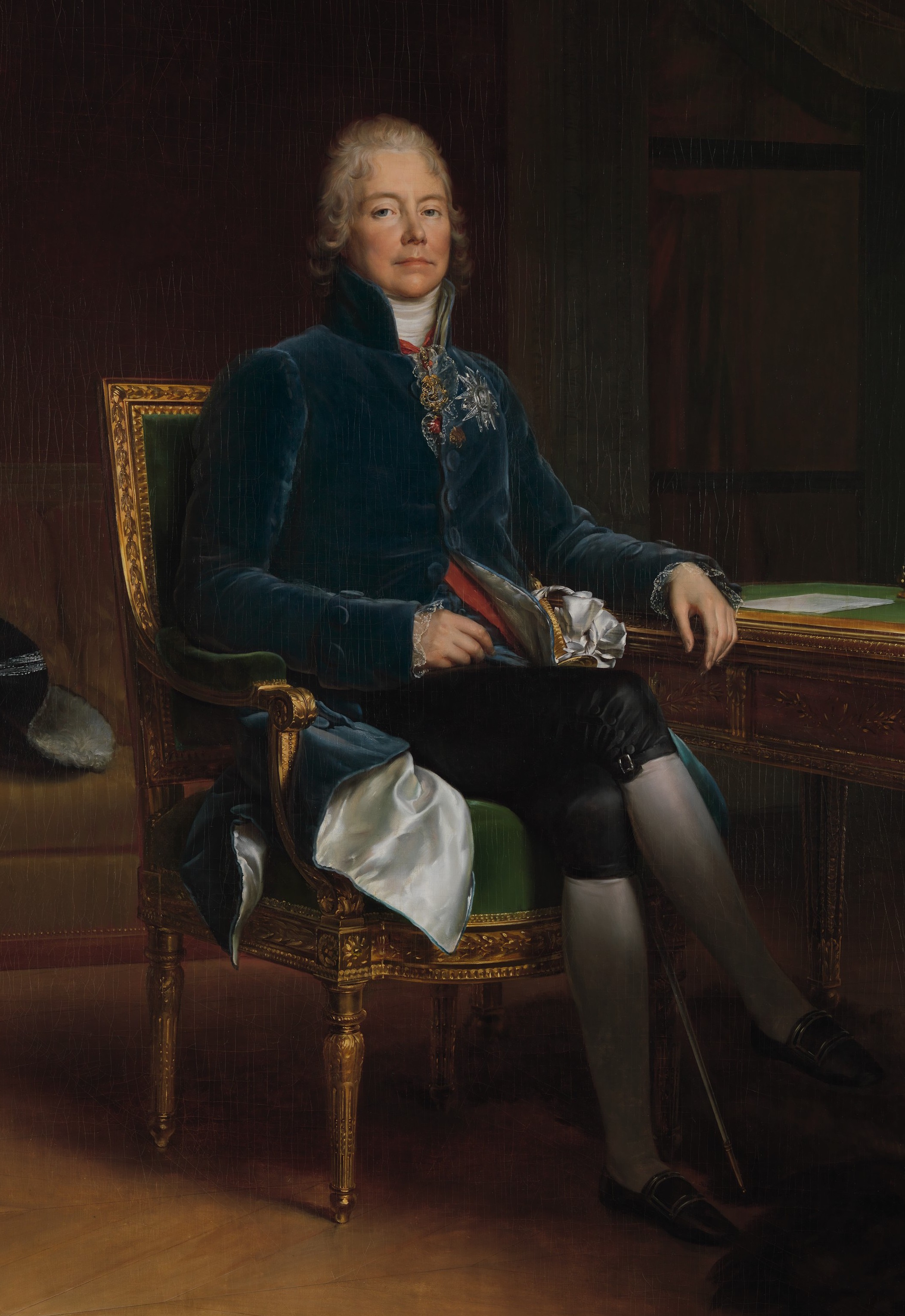
Talleyrand par François Gérard, 1808.

Emmanuel de Waresquiel analyse la philosophie politique de Talleyrand, dès son action comme agent général du clergé, comme caractéristique de la philosophie des Lumières : un réformisme conservateur (« que tout change pour que rien ne change ») et une rationalisation « que l'on pourrait appeler l'esprit des Lumières ». Même s'il insiste sur le contexte de la rédaction des mémoires, Emmanuel de Waresquiel relève ainsi que dans ceux-ci, Talleyrand distingue l'œuvre « réformiste et libérale » de 1789 de la souveraineté du peuple et de l'égalité, pour lui « chimériques ». Talleyrand privilégie ainsi le consensus, la constitution et la conciliation. Par les moyens de l'« habileté » et de la « prévoyance », il souhaite ainsi favoriser l'intérêt mutuel bien compris et « la paix générale », permise par un « équilibre européen ».

### Le libéralisme
« Les monarques ne sont monarques qu'en vertu d'actes qui les constituent chefs des sociétés civiles. Ces actes, il est vrai, sont irrévocables pour chaque monarque et sa postérité tant que le monarque qui règne reste dans les limites de sa compétence véritable ; mais si le monarque qui règne se fait ou tente de se faire plus que monarque, il perd tout droit à un titre que ses propres actes ont rendu ou rendraient mensonger. Telle est ma doctrine, je n'ai jamais eu besoin de la renier pour accepter, sous les divers gouvernements, les fonctions que j'ai remplies. »

— Testament politique
Les historiens soulignent la constance du libéralisme des idées de Talleyrand tout au long de sa vie, même s'il lui est arrivé de devoir le mettre, par réalisme, entre parenthèses (en particulier sous l'Empire, ce qui fait dire à Napoléon : « Talleyrand est philosophe, mais dont la philosophie sait s'arrêter à propos »). La formation mondaine et politique de Talleyrand se déroule durant le siècle des Lumières (Georges Lacour-Gayet, suivi par Franz Blei et Jean Orieux, raconte comment Talleyrand va se faire bénir par Voltaire) : lorsque la Révolution éclate, c'est un homme fait qui est à la pointe des idéaux de 1789. C'est dans ce contexte qu'il rédige les cahiers de doléances de l'évêché d'Autun, d'après Georges Lacour-Gayet « l'un des plus importants manifestes provoqués par le mouvement de 1789 », véritable synthèse des ambitions des hommes des Lumières inspirée du système britannique. Ce « discours remarquable », d'après Sainte-Beuve, prône une monarchie parlementaire assurant l'égalité devant la loi et l'impôt, propose de supprimer les archaïsmes économiques issus de l'époque féodale, comme les douanes entre régions ou les corporations, points qu'il avait déjà abordés lors des projets de réformes de Calonne. Il demande encore que soit assurée la liberté de la presse :

« La liberté d'écrire ne peut différer de celle de parler ; elle aura donc la même étendue et les mêmes limites ; elle sera donc assurée, hors les cas où la religion, les mœurs et les droits d'autrui seraient blessés ; surtout elle sera entière dans la discussion des affaires publiques, car les affaires publiques sont les affaires de chacun. »

— Extrait du cahier des délibérations du clergé assemblé à Autun
Dans deux grands discours sous Louis XVIII, il défend de nouveau la liberté de la presse.
Sous la Révolution, il est de tous les clubs et de toutes les réformes destinées à mettre fin à l'Ancien Régime. Il souhaite s'inspirer du régime britannique, au point qu'il pousse Bonaparte à monter sur le trône pour se rapprocher de ce système de monarchie parlementaire, qu'il souhaite voir doté d'un parlement bicaméral. C'est aussi la raison pour laquelle il contribue ensuite à la Restauration et tente de la marier avec un tel système. Seule l'influence des ultras sur Louis XVIII empêche que cette idée soit menée complètement à bien. Cependant, lors des deux Restaurations, il se retrouve un temps à la tête du pays, et applique ses idées libérales. Son gouvernement provisoire lui vaut même les félicitations de Benjamin Constant (avec qui il est pourtant en froid depuis le 18 Brumaire) et ses remerciements pour « avoir à la fois brisé la tyrannie et jeté les bases de la liberté ». En effet :

« Dès les premiers jours, Talleyrand imprime à son gouvernement une touche très libérale. Par conviction mais aussi très habilement, il tente d'imposer la force de son autorité en supprimant tout ce que le despotisme napoléonien avait de plus insupportable. »

— Emmanuel de Waresquiel, Talleyrand, le prince immobile
Sa proximité avec les idées libérales est matérialisée par le parti qui les incarne : le parti d'Orléans. Il reste proche de la famille d'Orléans durant la plus grande partie de sa carrière,,,. C'est à la fin de celle-ci, lorsque Louis-Philippe se retrouve, avec l'appui de Talleyrand, sur le trône, que ce dernier possède la latitude politique qui lui a toujours manqué, au sein d'une monarchie de Juillet qui correspond à ses vœux. Ses rapports avec le roi, un homme qu'il connaît depuis longtemps, sont excellents.

« Qui aurait pu croire que cet aristocrate entre les aristocrates qui menait à Valencay, en plein XIXe siècle la vie seigneuriale la plus intacte, enseignait avec la conviction la plus profonde que, du 14 juillet 1789, dataient « les grands changements dans la vie moderne » ? Changements qu'il avait voulu réaliser en 1789 et auxquels il restait attaché en 1830 ? […] Il maintenait « l'Ancien Régime » des mœurs et de la civilité mais il refusait celui des institutions. […] En lui, la France, sans fissure, passait d'Hugues Capet aux temps démocratiques. »

— Jean Orieux, Talleyrand ou le sphinx incompris

### L'instruction publique
Les biographes de Talleyrand insistent sur son rôle dans les débuts de l'instruction publique en France, ceci en dépit du fait que (pour Jean Orieux) « le XIXe siècle s'est bien chargé d'étouffer » le souvenir de son travail dans le domaine.
Agent général du clergé, il adresse aux évêques le 8 novembre 1781 un questionnaire relatif aux collèges et touchant aux méthodes d'enseignement. C'est durant l'année 1791 qu'aidé par Pierre-Simon de Laplace, Gaspard Monge, Nicolas de Condorcet, Antoine Lavoisier, Félix Vicq d'Azyr, Jean-François de La Harpe, entre autres, il rédige un important rapport sur l'instruction publique, « avec la plus entière gratuité parce qu'elle est nécessaire à tous ». L'une des conséquences de ce rapport est la création de l'Institut de France, à la tête d'un système éducatif destiné à toutes les couches de la société, embryon de l'instruction publique.
Ce rapport de Talleyrand, dans lequel il est affirmé que les femmes ne devraient recevoir qu'une éducation à caractère domestique,, suscite la critique de Mary Wollstonecraft, alors qu'en Grande-Bretagne se développe la controverse révolutionnaire, débat public autour des idées nées de la Révolution française. Elle y voit un exemple du double standard, le « double critère » favorisant les hommes au détriment des femmes, jusques et y compris dans le domaine essentiel pour elle qu'est l'éducation. Aussi est-ce le rapport de Talleyrand qui la pousse à lui écrire,, puis, en 1792, à publier son ouvrage A Vindication of the Rights of Woman.
Pour Emmanuel de Waresquiel, dans ce rapport, les hommes de la Révolution prônent une instruction « progressive, des écoles de canton aux écoles de départements, et complète : « physique, intellectuelle, morale ». Elle a pour but de perfectionner tout à la fois l'imagination, la mémoire et la raison ». « Un des monuments de la Révolution française » d'après les propos de François Furet, le plan de Talleyrand, appelant une instruction publique nécessaire, universelle mais transitoire et perfectible, gratuite et non obligatoire, est pour Gabriel Compayré « digne de l'attention de la postérité et de l'admiration que lui témoignèrent souvent les écrivains de la Révolution ».
Pour son rôle dans sa création, Talleyrand devient membre de l'Institut. C'est là qu'il délivre son dernier discours avant sa mort,.

### La finance
Les principes d'économie et de finances de Talleyrand sont marqués par l'admiration pour le système libéral anglais. Avant la Révolution, c'est sa spécialité (d'après Jean Orieux, il tente même de devenir ministre), et ses interventions aux débuts de la Révolution portent surtout sur ce sujet,.
Talleyrand entre dans le monde des affaires en devenant Agent général du clergé. En une époque de crise financière, il défend les biens qui lui sont confiés, et cède au roi lorsque c'est nécessaire, anticipant la demande de la couronne en proposant un don conséquent. Il cherche à rationaliser la gestion des biens colossaux du clergé, marquée par une importante inégalité entre ecclésiastiques. Il obtient l'augmentation de la portion congrue.
Avant la Révolution, Talleyrand, en compagnie de Mirabeau, entre dans le monde des affaires, sans qu'il reste beaucoup de traces de ces tentatives ; Emmanuel de Waresquiel signale la connaissance profonde qu'il a de la spéculation sur la fluctuation de la monnaie. Influencé par Isaac Panchaud, Talleyrand s'implique dans l'établissement d'une caisse d'amortissement : la Caisse d'escompte est créée par Panchaud en 1776 ; Talleyrand devient actionnaire, et demande le 4 décembre 1789 sa transformation en banque nationale. Par la suite, il s'investit aussi dans la spéculation immobilière aux États-Unis puis à Paris.
Durant toute sa carrière, Talleyrand insiste sur la certitude que les prêteurs doivent avoir sur le fait que l'État paie toujours ses dettes, afin de permettre aux gouvernants de recourir à l'emprunt, cet « art moderne de procurer à l'État, sans forcer les contributions, des levées extraordinaires d'argent à un bas prix, et d'en distribuer le fardeau sur une suite d'années ». Pour lui, les créanciers de l'État « ont payé pour la nation, à la décharge de la nation : la nation ne peut dans aucune hypothèse se dispenser de rendre ce qu'ils ont avancé pour elle », « autrement dit », « une nation, comme un particulier, n'a de crédit que lorsqu'on lui connaît la volonté et la faculté de payer ». Talleyrand finit par instaurer lui-même cette garantie en 1814, lorsqu'il est président du Conseil des ministres. Pour Emmanuel de Waresquiel, la proposition de nationaliser les biens du clergé est alors « logique », Talleyrand connaissant leur étendue, ayant prévu de les recenser dès l'élaboration des cahiers de doléances.
Talleyrand et Isaac Panchaud élaborent la partie concernant la caisse d'escompte du plan de Charles-Alexandre de Calonne. Talleyrand apporte également sa contribution à plusieurs parties de ce plan, qui vise à rétablir les finances du royaume, en supprimant les barrières douanières intérieures, en simplifiant l'administration, en libérant le commerce et en rationalisant les impôts. Calonne étant remercié, ce plan n'est jamais mis en application. Talleyrand, qui n'a pas oublié de profiter financièrement de sa proximité avec le ministre des Finances, reprend largement les propositions économiques et financières du plan de Calonne lors de la rédaction des cahiers de doléances de l'évêché d'Autun.
Pour Emmanuel de Waresquiel, Talleyrand appartient à l'école prônant la liberté de commerce, contre les « préjugés ». Cette liberté doit être permise par la paix, en particulier avec les Britanniques (avant la Révolution, Talleyrand défend déjà le traité de commerce avec la Grande-Bretagne, auquel il a mis la main), pour le bénéfice de toutes les parties.

### L'équilibre européen
« J'essaie d'établir la paix du monde en équilibre sur une révolution. »

— Talleyrand à Lamartine
L'intérêt de Talleyrand pour la chose diplomatique commence sous l'influence d'Étienne François de Choiseul (oncle de son ami Auguste de Choiseul), dont il reprend la manière de mener les affaires d'État : gouverner en sachant déléguer les tâches techniques à des travailleurs de confiance, afin de se laisser le temps de nouer des relations utiles.
Dès ses premières missions vers la Grande-Bretagne, durant la Révolution, Talleyrand inaugure sa méthode de négociation, fameuse au point d'en faire « le prince des diplomates », méthode mesurée et sans précipitation, pleine de réalisme et de compréhension à la fois du point de vue de son interlocuteur et de la situation de la France.
Le 25 novembre 1792, alors qu'il vient de s'exiler en Angleterre, il envoie à la Convention un mémoire dans lequel il expose ses vues. Il développe quels principes doivent désormais fonder le système d’alliances de la République. Il ne s’agit pas pour la France, état puissant, de nouer des liens de défense avec des nations d’importance négligeable ; il n’est pas question non plus, sous prétexte d’aider ces nations, à vouloir les assujettir. Il importe à présent de concourir et de les aider à préserver leur liberté acquise, sans rien attendre en retour. De là découle l’idée que « la France doit rester circonscrite dans ses propres limites : elle le doit à sa gloire, à sa justice, à sa raison, à son intérêt et à celui des peuples qui seront libres par elle ». Pour ce qui est du Royaume-Uni, une alliance diplomatique aurait peu de chance d’aboutir et n’aurait guère d’utilité. La France doit plutôt développer avec sa voisine des « rapports d’industrie et de commerce ». Dans ce but, il serait de leur intérêt commun de lutter contre la prépondérance espagnole en Amérique du Sud. « Après une révolution », conclut-il, « il faut ouvrir de nouvelles routes à l’industrie, il faut donner des débouchés à toutes les passions. Cette entreprise réunit tous les avantages ».
Pour Charles Zorgbibe, Talleyrand invente également, au Congrès de Vienne, un style diplomatique de rupture, privilégiant des principes universels (initiés dans ses Instructions pour les ambassadeurs du roi au congrès). La négociation est alors fondée sur la répétition d'une logique déductive et intransigeante, s'appuyant sur la raison, ceci à l'opposé des compromis anglo-saxons. Charles Zorgbibe voit là le début d'un style hautain et distant qui se retrouve ensuite durant la Cinquième République (il cite notamment Charles de Gaulle et Maurice Couve de Murville d'une part, Jacques Chirac et Dominique de Villepin d'autre part), signe d'un État nostalgique de sa puissance passée, souhaitant, en étant inflexible, « défendre un rang ».
Pour Metternich, Talleyrand est « politique au sens le plus éminent, et comme tel c'est un homme à systèmes », ces systèmes ayant pour but de rétablir un équilibre européen (prôné dès ses débuts diplomatiques en 1791), qui pour lui a été détruit par les traités de Westphalie de 1648 :

« Une égalité absolue des forces entre tous les États, outre qu'elle ne peut jamais exister, n'est point nécessaire à l'équilibre politique et lui serait peut-être, à certains égards, nuisible. Cet équilibre consiste dans un rapport entre les forces de résistance et les forces d'agression réciproques des divers corps politiques. […] Une telle situation n'admet qu'un équilibre tout artificiel et précaire, qui ne peut durer qu'autant que quelques grands États se trouvent animés d'un esprit de modération et de justice qui le conserve. »

— Instructions pour les ambassadeurs du Roi au congrès, rédigées par Talleyrand
Parmi ces « systèmes », selon Emmanuel de Waresquiel, Talleyrand se méfie de la Russie (« monstrueuse et indéterminée ») et cherche à établir un équilibre pacifique entre l'Autriche et la Prusse. De là vient l'idée, plusieurs fois reprise, de créer des fédérations de petits États princiers dans le « ventre mou de l'Europe » qui serviraient de tampon entre ces puissances — et qui constituent autant de possibilités de pots-de-vin pour Talleyrand. Durant sa carrière, il prône ce principe avec les États allemands (entre la Prusse, l'Autriche et la France), l'Italie (entre la France et l'Autriche), la Belgique (entre la France, la Prusse et le Royaume-Uni) ou encore la Pologne (entre la Prusse et la Russie), voire l'Empire ottoman déclinant (entre la Russie, l'Autriche et la puissance maritime britannique).
Pour Emmanuel de Waresquiel, du fait de son éducation, de son milieu, de ses relations, Talleyrand a volontiers lié diplomatie et préoccupations commerciales et financières, tant d'un point de vue doctrinal qu’intéressé. Ainsi, pour lui, dès ses débuts diplomatiques, contre l'opinion du Directoire, et celle de Bonaparte, l'équilibre européen passe par l'alliance entre la France et l'Angleterre,, la paix avec celle-ci pouvant être « perpétuelle » :

« Une alliance intime entre la France et l'Angleterre a été au début et à la fin de ma carrière politique mon vœu le plus cher, convaincu comme je le suis, que la paix du monde, l'affermissement des idées libérales et les progrès de la civilisation ne peuvent reposer que sur cette base. »

— Mémoires
Toujours d'après Emmanuel de Waresquiel, cette paix militaire doit se doubler d'une expansion méditerranéenne et une guerre commerciale avec les Anglais, afin de réduire le déséquilibre économique entre la France et l'Angleterre. Il souhaite donc qu'il soit mis fin à l'hégémonie britannique sur les mers, tant militaire que commerciale, condition nécessaire à cette alliance.
Talleyrand cherche aussi l'alliance avec l'Autriche,, à l'opposé d'une alliance avec la Prusse. Il se décrit en plaisantant comme un petit peu autrichien, jamais russe et toujours français, affirmant que « les alliés ne se conservent qu'avec du soin, des égards et des avantages réciproques ».
Il s'oppose à la « diplomatie de l'épée », cette politique d'exportation de la Révolution par la conquête, pour lui « propre à […] faire haïr » la France. De manière symptomatique, le Directoire envoie d'anciens constitutionnels comme ambassadeurs et Bonaparte des généraux,, malgré les critiques du ministre. À cela, il préfère l'idée de régimes stables et dont les puissances s'équilibrent, garantie de la paix : « un équilibre réel eut rendu la guerre presque impossible ». Il théorise également la non-intervention (« la véritable primatie… est d'être maître chez soi et de n'avoir jamais la ridicule prétention de l'être chez les autres »). Cet état de fait doit être associé à un « droit public » qui évolue avec les traités et l'état des forces économiques. Pour Charles Zorgbibe, cette vision est inspirée de Gabriel Bonnot de Mably, et, à travers lui, de Fénelon.
La mise en œuvre de ces principes, sous Napoléon, est difficile. Il aide ce dernier, en bon courtisan, en allant à leur encontre pendant plusieurs années, pensant convaincre en flattant. Après Austerlitz, il sent que Napoléon préfère soumettre que faire alliance, en dépit de ses tentatives vis-à-vis d'une Angleterre pourtant toujours conciliante (elle l'était déjà sous le Directoire). Il démissionne, alors que Napoléon applique l'inverse de ses idées : déséquilibre entre l'Autriche et la Prusse, humiliation de ces dernières, rapprochement avec la Russie, hostilité envers l'Angleterre, le tout par la force de l'épée.
Bien que persévérant auprès de Napoléon, ce n'est qu'après la Restauration qu'il peut mettre en pratique ses principes, en tout premier lieu durant les traités de Paris et de Vienne. Cet équilibre européen qu'il prône en est le principe directeur. L'alliance avec l'Angleterre, cette « alliance de deux monarchies libérales, fondée l'une et l'autre sur un choix national » (telle que décrite par de Broglie), qui ouvre la voie à l'Entente cordiale, est scellée durant son ambassade. De même, le principe de non-intervention, même imposé à d'autres puissances, est inauguré à l'occasion de la révolution belge. À l'heure de sa retraite, à la signature du traité de la Quadruple-Alliance qui en est l'aboutissement, Talleyrand fait le bilan de cette ambassade :

« Dans ces quatre années, la paix générale maintenue a permis à toutes nos relations de se simplifier : notre politique, d'isolée qu'elle était, s'est mêlée à celle des autres nations ; elle a été acceptée, appréciée, honorée par les honnêtes gens et par les bons esprits de tous les pays. »

— Lettre de Talleyrand au ministre des Affaires étrangères, 13 novembre 1834

## Aspects privés

### L'art de vivre
« Qui n'a pas vécu dans les années voisines de 1789 ne sait pas ce que c'est que le plaisir de vivre. »

— Talleyrand
Talleyrand était réputé pour sa conversation, son esprit, son raffinement et la finesse de sa table, gardant toujours des manières d'Ancien Régime. Pour Germaine de Staël, « si sa conversation pouvait s'acheter, je m'y ruinerais ». Pour parler de littérature, il reçoit notamment dans sa riche bibliothèque, qu'il doit vendre plusieurs fois, par manque d'argent.
Pendant toute sa vie, Talleyrand aime l'opulence et le gros jeu (notamment le craps et le whist), ce qui lui impose de disposer de revenus importants ; il lui arrive de se trouver à court d'argent et de ne pas payer ses fournisseurs,.
Avant de s'installer successivement à l'hôtel de Matignon et à l'hôtel Saint-Florentin, il partage son temps entre son ministère (pour les réceptions officielles) et la rue d'Anjou (pour les intimes) où il a installé Catherine Grand. Lui et ses nombreuses relations mondaines et intimes y jouent, dînent à la française, écoutent parfois de la musique et surtout conversent de tous les sujets, y compris de cuisine et de vins.
Il a la réputation d'avoir la meilleure cave et la meilleure table de Paris,. À l'hôtel Saint-Florentin, la cuisine occupe tout un quartier, comprenant, outre un temps Marie-Antoine Carême (« le roi des chefs et le chef des rois », qu'il rend célèbre), quatre chefs, un rôtisseur, un saucier, un pâtissier, occupant dix à vingt personnes suivant les moments. Pendant quelques années, il est aussi le propriétaire du Château Haut-Brion.

### Talleyrand et les femmes

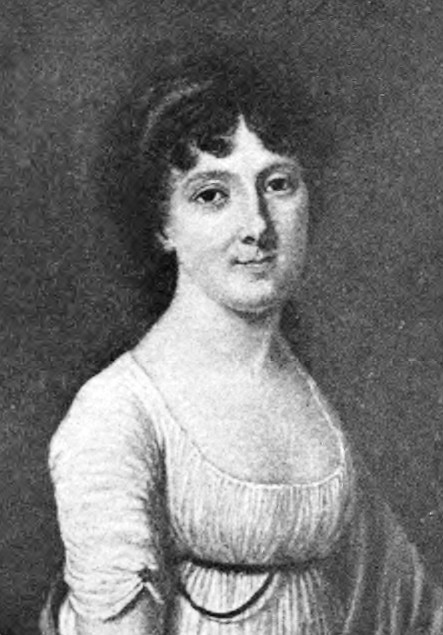
Madame de Flahaut.

Être étudiant au séminaire n'empêche pas Talleyrand de fréquenter ostensiblement une actrice de la Comédie-Française, Dorothée Dorinville (Dorothée Luzy pour la scène), avec qui il se promène sous les fenêtres du séminaire. Cette relation dure « pendant deux années, de dix-huit à vingt ans » :

« Ses parents l'avaient fait entrer malgré elle à la comédie ; j'étais malgré moi au séminaire. […] Grâce à elle, je devins, même pour le séminaire, plus aimable, ou du moins plus supportable. Les supérieurs avaient bien dû avoir quelque soupçon […] mais l'abbé Couturier leur avait enseigné l'art de fermer les yeux. »

— Mémoires de Talleyrand
Les femmes prennent très tôt une grande importance dans la vie de Talleyrand, importance qui sera constante, intimement, socialement et politiquement jusqu'à sa mort. Parmi ces femmes, il entretient toute sa vie une amitié teintée d'amour avec un « petit globe » à qui il reste fidèle. Ainsi, ses mémoires ne mentionnent l'avènement de Louis XVI que sous cet angle :

« C'est du sacre de Louis XVI que datent mes liaisons avec plusieurs femmes que leurs avantages dans des genres différents rendaient remarquables, et dont l'amitié n'a pas cessé un moment de jeter du charme dans ma vie. C'est de madame la duchesse de Luynes, de madame la duchesse de Fitz-James, et de madame la duchesse de Laval que je veux parler. »

— Mémoires de Talleyrand
De 1783 à 1792, Talleyrand a pour maîtresse (entre autres) la comtesse Adélaïde de Flahaut, avec qui il vit presque maritalement et qui lui donne au grand jour un enfant en 1785, le fameux Charles de Flahaut.
Madame de Staël a une brève aventure avec lui ; Talleyrand dira plus tard « qu’elle lui a fait toutes les avances ». Talleyrand (qui scandalise la société de Philadelphie en se promenant au bras d'une femme noire ») la sollicite depuis les États-Unis pour l’aider à rentrer en France. Elle obtient, grâce à Marie-Joseph Chénier, qu’il soit rayé de la liste des émigrés, puis, en 1797, après lui avoir prêté 25 000 livres, le fait nommer par Barras ministre des Relations extérieures. Lorsque Madame de Staël se brouille avec Bonaparte, qui l'exile, Talleyrand cesse de la voir et ne la soutient pas. Elle considérera toujours cette attitude comme une étonnante ingratitude.

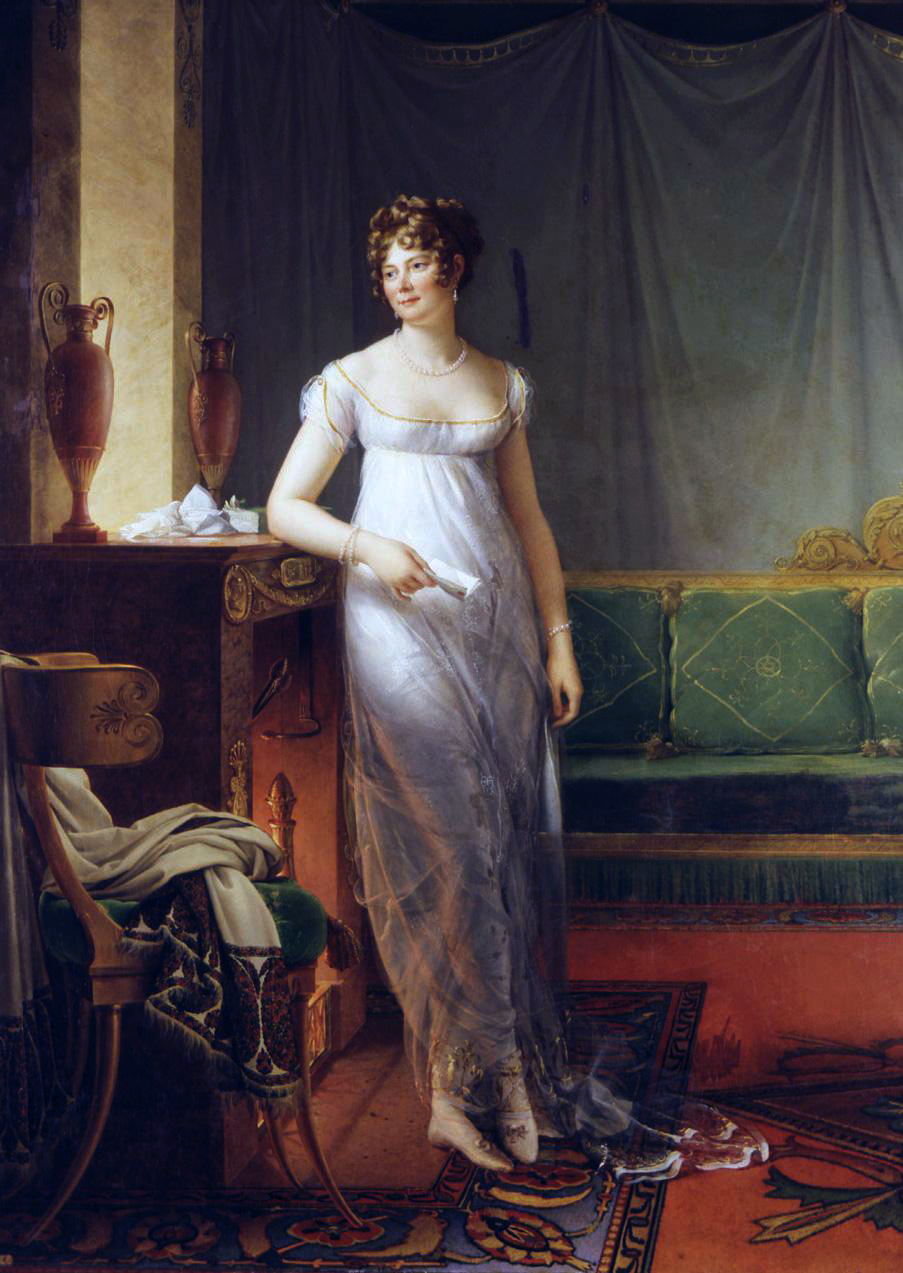
Madame Grand, par François Gérard.

À son retour d'Amérique, Talleyrand demande en mariage Agnès de Buffon, qui lui oppose un refus, ne pouvant se résoudre à épouser un évêque.
Quelques historiens, comme Jean Orieux, affirment qu'Eugène Delacroix est le fils de Talleyrand. Ils avancent que Talleyrand est l'amant de Victoire Delacroix, que Charles Delacroix (ministre dont il prend la place en 1797) souffre, jusque six ou sept mois avant la naissance, d'une tumeur aux testicules, qu'Eugène Delacroix offre une certaine ressemblance physique avec Talleyrand et que ce dernier le protège durant sa carrière. Si Georges Lacour-Gayet estime « impossible » que Charles Delacroix soit son père et « possible » que Talleyrand le soit, et si Maurice Sérullaz ne se prononce pas, une autre partie des biographes du peintre et de ceux de Talleyrand, contestent cette théorie, affirmant que la relation n'a jamais eu lieu, et que la naissance, prématurée, intervient logiquement à la suite de la guérison de Charles Delacroix. Enfin, leur principal argument est qu'il n'existe qu'une source sur cette paternité, les Mémoires de Madame Jaubert, ce qui fait dire à Emmanuel de Waresquiel :

« Tous ceux qui ont aimé à forcer le trait de leur personnage, à commencer par Jean Orieux, se sont laissé tenter, sans se soucier du reste, ni surtout des sources ou plutôt de l'absence de sources. Une fois pour toutes, Talleyrand n'est pas le père d'Eugène Delacroix. On ne prête qu'aux riches… En juillet 1797, il est ministre de la République, ce qui n'est pas si mal. »

— Emmanuel de Waresquiel, Talleyrand, le prince immobile
Durant les négociations du concordat de 1801, pour lesquelles Talleyrand met de la mauvaise volonté, Bonaparte souhaite que la situation de son ministre se normalise et qu'il quitte ou épouse sa maîtresse, l'ex-Mme Grand. Elle-même, qui ne demande que cela, se plaint de sa situation auprès de Joséphine — d'après Lacour-Gayet, Talleyrand lui-même le souhaite. Après de vifs désaccords, le pape, dans un bref, permet à Talleyrand de « porter l'habit des séculiers » mais lui fait rappeler qu'« aucun évêque sacré n'a été dispensé, jamais, pour se marier ». Sur l'ordre de Bonaparte, le Conseil d'État interprète à sa façon ce bref papal et rend Talleyrand à la « vie séculière et laïque » le 18 août 1802. Le 10 septembre 1802, il se marie donc à l'hospice des Incurables, rue de Verneuil à Paris, avec Catherine Noël Worlee, qu'il connaît depuis trois ans. Les témoins sont Pierre-Louis Roederer, Étienne Eustache Bruix, Pierre Riel de Beurnonville, Maximilien Radix de Sainte-Foix et Karl Heinrich Otto de Nassau-Siegen. Le contrat est signé par Bonaparte et Joséphine, les deux autres consuls, les deux frères de Talleyrand et par Hugues-Bernard Maret. Malgré un mensonge de Catherine Worlee sur son veuvage, un discret mariage religieux aurait eu lieu le lendemain à l'église d'Épinay-sur-Seine. De Catherine, Talleyrand a sans doute une fille, Charlotte, née vers 1799 et déclarée de père inconnu, dont il devient judiciairement le tuteur en 1807 et qu'il marie en 1815 au baron Alexandre-Daniel de Talleyrand-Périgord, son cousin germain. Ayant démissionné de la présidence du Conseil, et quoique séparé depuis longtemps de Catherine, Talleyrand signe le 27 décembre 1816, « sous le sceau de l'honneur », une convention de séparation amiable.

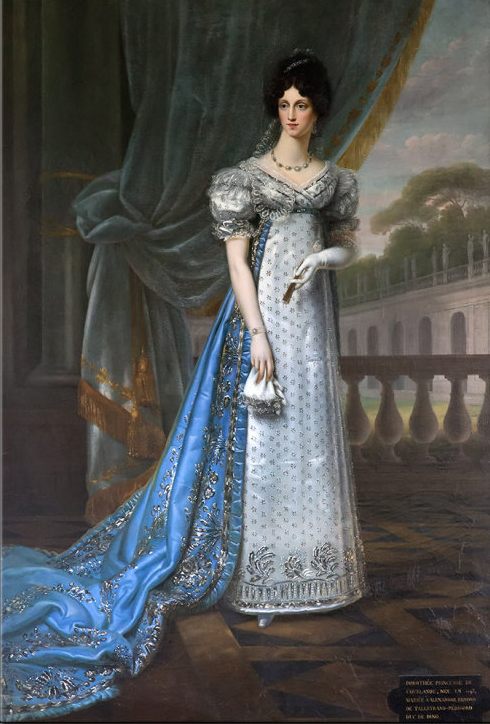
Dorothée de Courlande, duchesse de Dino.

En 1808, durant l'entrevue d'Erfurt, si Napoléon ne parvient pas à séduire le tsar, Talleyrand obtient de ce dernier le mariage de son neveu Edmond de Talleyrand-Périgord avec Dorothée de Courlande, âgée de 15 ans, « un des meilleurs partis d'Europe ». Sa mère, la duchesse de Courlande, s'installe à Paris et devient l'une des intimes et la maîtresse de Talleyrand, rejoignant le « petit globe » de ses amies.
Au congrès de Vienne, Dorothée de Périgord a 21 ans et voit sa vie transformée (« Vienne. Toute ma vie est dans ce mot. ») : elle brille dans le monde par son intelligence et son charme. Faite duchesse de Dino, elle prend définitivement place aux côtés de son oncle par alliance, devenant probablement sa maîtresse peu après (sans qu'il cesse d'avoir de tendres rapports avec sa mère) ; outre les enfants de son mariage, sa fille Pauline est vraisemblablement de Talleyrand. Malgré ses amants, elle vit avec ce dernier à l'hôtel Saint-Florentin, à Londres ou à Valençay jusqu'à sa mort, soit durant vingt-trois ans. Dépositaire par testament de ses papiers, elle devient pendant vingt ans la « gardien[ne] de l'orthodoxie » de la mémoire (et des Mémoires) de Talleyrand.

## Ouvrages
- Rapport sur l'instruction publique, fait au nom du Comité de constitution à l'Assemblée Nationale, les 10, 11 et 19 septembre 1791, Paris, Imprimeries de Baudouin, 1791 (lire en ligne)
- Essai sur les avantages à retirer des colonies nouvelles
- Mémoire sur les relations commerciales des États-Unis avec l'Angleterre
- Mémoires ou opinion sur les affaires de mon temps (4 tomes)  (ISBN 2743301708) (Imprimerie nationale française) :
  - Tome 1 (1754 - 1807) La Révolution  (ISBN 2849091103)
  - Tome 2 (1807 - 1814) L'Empire  (ISBN 2849091111)
  - Tome 3 (1814 - 1815) Le congrès de Vienne  (ISBN 2849091243)
  - Tome 4 (1815) La Restauration  (ISBN 2849091472)

En 2007, est parue une compilation d'écrits de Talleyrand, présentée par Emmanuel de Waresquiel (voir bibliographie), contenant les mémoires, mais aussi les lettres de Talleyrand à la duchesse de Bauffremont :
- Charles-Maurice de Talleyrand (préf. Emmanuel de Waresquiel), Mémoires et correspondances du prince de Talleyrand, Paris, Robert Laffont, coll. « Bouquins », 16 février 2007, 1577 p. (ISBN 2221105087 et 978-2221105085).

## Solennités

### Décorations
- Légion d'honneur

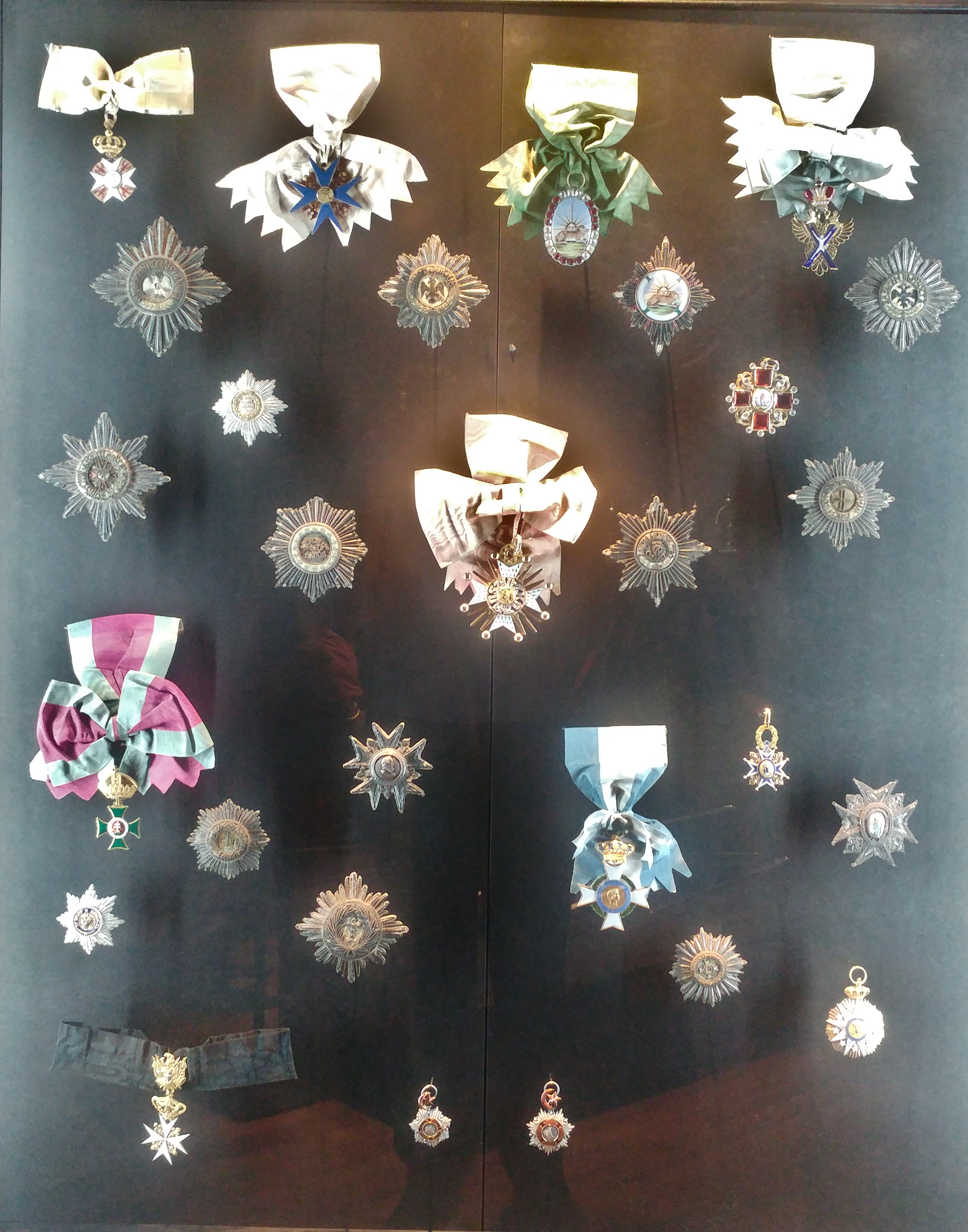
Décorations reçues par Talleyrand, château de Valençay

  - Légionnaire (9 vendémiaire an XII (2 octobre 1803), en qualité de ministre des Relations extérieures)
  - Grand officier (22 messidor an XIII (11 juillet 1805), en qualité de grand chambellan de France)
  - Grand aigle de la Légion d'honneur (12 pluviôse an XIII (1er février 1805), en même qualité), grand collier de la Légion d'honneur en tant que grand dignitaire de l'Empire
- Ordre de l'Aigle noir (royaume de Prusse) : 1805
- Grand-croix de l'ordre de l'Aigle rouge (royaume de Prusse) : 1806
- Ordre de Saint-André (Empire russe) : 1807
- Chevalier de l'ordre de la Toison d'or espagnole : 1814
- Chevalier de l'ordre de l'Éléphant (Danemark) : 1815
- Chevalier de l'ordre du Saint-Esprit : 30 septembre 1820[516]Dizain de l'ordre du Saint-Esprit ayant appartenu à Talleyrand, don Néron (veuve), n° 1944.1.1, BOUM
- Chevalier de l'ordre de Louis de Hesse

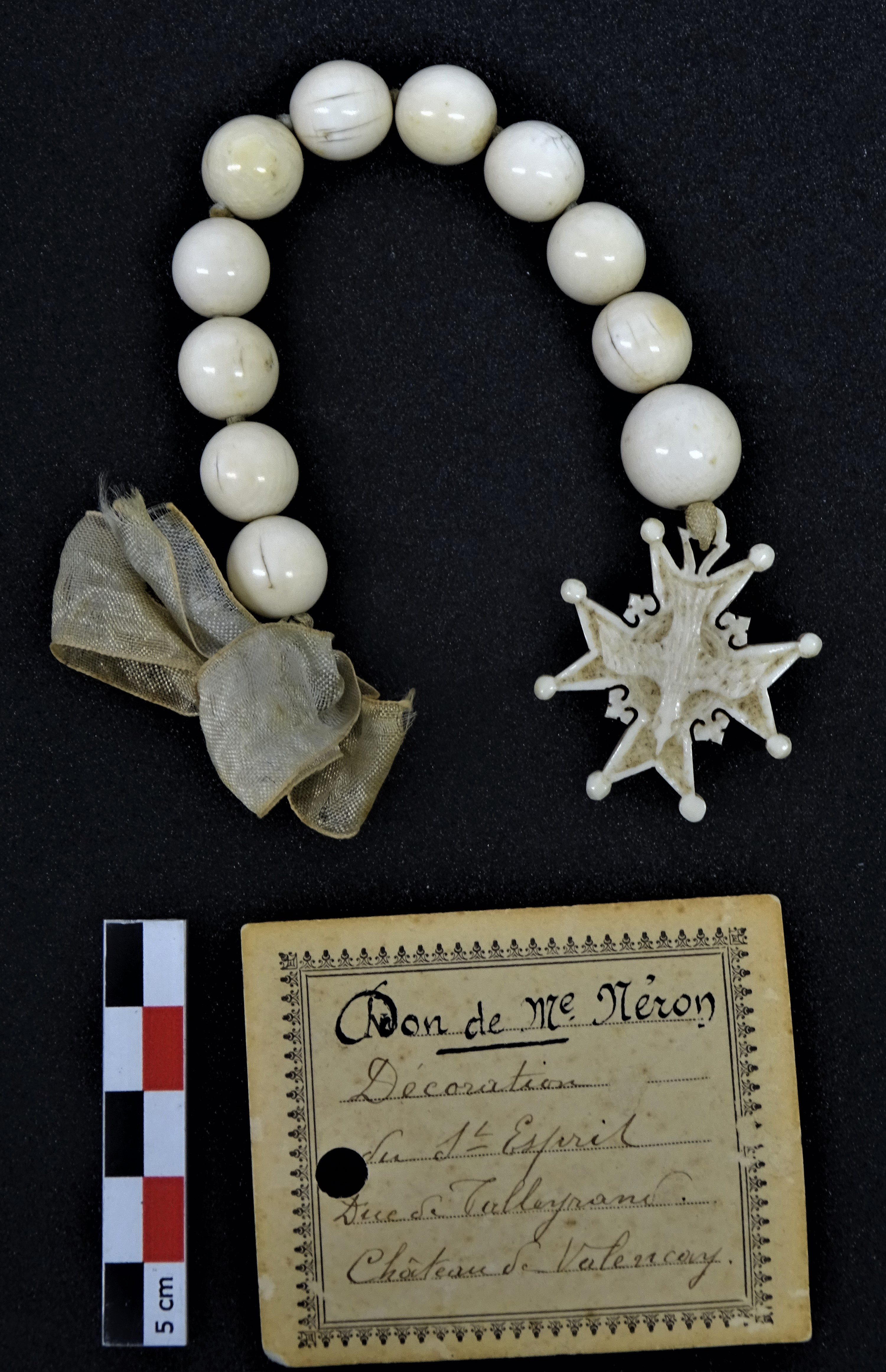
Dizain de l'ordre du Saint-Esprit ayant appartenu à Talleyrand, don Néron (veuve), n° 1944.1.1, BOUM

- Chevalier de l'ordre de l'Aigle d'or de Wurtemberg (royaume de Wurtemberg)
- Chevalier de l'ordre de Sainte-Anne de Russie
- Commandeur de l'ordre de Charles III d'Espagne
- Grand-commandeur de l'ordre de la Couronne de Saxe
- Grand-commandeur de l'ordre de la Couronne de Westphalie
- Grand-croix de l'ordre impérial de Léopold (Autriche)
- Grand-croix de l'ordre du Sauveur (Grèce)
- Grand-croix de l'ordre de Saint-Joseph (grand-duché de Toscane)
- Grand-croix de l'ordre de Saint-Étienne de Hongrie
- Grand-croix de l'ordre de Saint-Hubert (Bavière)
- Grand-croix de l'ordre de Notre-Dame de la Conception de Vila Viçosa (Portugal)
- Grand-ordre de l'ordre du Lion et du Soleil (Perse)
- Ordre du Médjidié (Empire ottoman)
- Ordre de Saint-Jean de Jérusalem[517]

### Armoiries
| Figure                         | Blasonnement |
|                                | Évêque d'Autun De gueules à trois lionceaux d'or armés, lampassés et couronnés d'azur (de Talleyrand-Périgord). Devise : RE QUE DIOU. |
| Sous l'Empire                  | Prince de Bénévent et de l'Empire (5 juin 1806), grand chambellan de l'Empereur (11 juillet 1804), Prince-Vice-Grand-Électeur (1807), Sénateur (14 août 1807), Grand aigle de la Légion d'honneur (13 pluviôse an XIII (2 février 1805), membre du grand-conseil de l'Ordre), Grand collier de la Légion d'honneur, grand-commandeur des Ordres de la Couronne de Saxe et de Westphalie, chevalier des Ordres de S. A. R. le grand-duc de Hesse, de Saint-Joseph (Grand-duché de Wurtzbourg), Parti : au I de gueules aux trois lionceaux d'or armés, lampassés et couronnés d'azur (Talleyrand-Périgord) ; au II d'or au sanglier passant de sable chargé sur le dos d'une housse d'argent (Bénévent) ; au chef des Princes souverains d'Empire brochant sur la partition.,                               |
| Duc et pair de la Restauration | Prince de Talleyrand (le roi étant à Paris, il signa le brevet qui accorda à Talleyrand le titre de prince le 6 décembre 1814), duc (royaume des Deux-Siciles, 9 novembre 1815), confirmé comme duc de Dino par lettres patentes du 2 décembre 1817, titre immédiatement transmissible à son neveu), pair de France (4 juin 1814, duc et pair le 31 août 1817, lettres patentes du 19 février 1818, avec majorat du 28 décembre 1821, prête serment à Louis-Philippe Ier), grand chambellan de France (28 septembre 1815), chevalier de l'Ordre du Saint-Esprit (30 septembre 1820), chevalier de la Toison d'or (par le roi d'Espagne Ferdinand VII, 1814), chevalier de Léopold d'Autriche, du Lion et du Soleil de Perse, de l'Aigle noir et de l'Aigle rouge de Prusse, de Saint-André de Russie, etc. |

## Dans les arts

### Iconographie
Il existe plusieurs portraits de Talleyrand. Il est également représenté dans des scènes de groupe.

### Filmographie

#### Cinéma
Sacha Guitry met plusieurs fois en scène Talleyrand dans ses films, le jouant même deux fois dans Le diable boiteux en 1948 et dans son Napoléon en 1955. Il a également confié le rôle à Jean Périer, qui tient le rôle de Talleyrand en 1942 dans Le Destin fabuleux de Désirée Clary. Parmi les acteurs ayant joué son personnage, on trouve aussi Anthony Perkins, Stéphane Freiss, Claude Rich ou John Malkovich,.

### Télévision

#### Série
En 2012, un documentaire-fiction, intitulé Talleyrand, le diable boiteux, lui est consacré dans le cadre de l'émission Secrets d'Histoire, présentée par Stéphane Bern.
Dans la série La Guerre des trônes : La Véritable Histoire de l'Europe (Saison 8) en 2024, Talleyrand est interprété par Clément Séjourné.
Dans Carême sorti en 2025, son rôle est joué par Jérémie Renier.

### Théâtre
La pièce de théâtre Le Souper, de Jean-Claude Brisville, relate un souper entre Joseph Fouché et Talleyrand, la veille du retour de Louis XVIII sur le trône. L'intérêt de cette œuvre qui mélange des éléments datant de 1814 et d'autres de 1815 n'est donc pas dans l'historicité mais dans la confrontation des deux personnages (à noter que le Fouché de la pièce n'est pas non plus le personnage historique, Fouché n'étant ni un homme sans éducation ni issu d'un milieu populaire).
Cette pièce à succès (critique et public) a été adaptée au cinéma en 1992 par Édouard Molinaro, avec les deux mêmes interprètes : Claude Rich dans le rôle de Talleyrand, rôle pour lequel il obtint le César du meilleur acteur en 1993, et Claude Brasseur dans celui de Fouché.
- Sacha Guitry : Le Diable boiteux (1948)
- Sacha Guitry : Théâtre : Beaumarchais, Talleyrand, monsieur Prudhomme a-t-il vécu ? (1962)
- Jean-Claude Brisville : Le Souper (1989)
- Robert Hossein : C'était Bonaparte (2002)

### Littérature

#### Bandes dessinées
- Damien Perez et Alexis Alexandre : L'ordre du chaos, tome 5 « Talleyrand », Delcourt 2015  (ISBN 9782756023618)
- Marie Bardiaux-Vaïente et Andrea Meloni, d'après Emmanuel de Waresquiel : Talleyrand, Glénat/Fayard 2021  (ISBN 234404454X)

#### Bases de données et dictionnaires
- Ressources relatives à la recherche :   - Académie des sciences morales et politiques
  - La France savante
  - Isidore
  - Persée
- Ressources relatives aux beaux-arts :   - AGORHA
  - National Portrait Gallery
  - Royal Academy of Arts
- Ressources relatives à la vie publique :   - Documents diplomatiques suisses 1848-1975
  - Base Sycomore
- Ressource relative à la santé :   - Bibliothèque interuniversitaire de santé
- Ressource relative à la religion :   - Catholic Hierarchy
- Ressource relative à la musique :   - Discogs
- Notices dans des dictionnaires ou encyclopédies généralistes :   - Britannica
  - Den Store Danske Encyklopædi
  - Deutsche Biographie
  - Dizionario di Storia
  - E-archiv.li
  - Enciclopedia italiana
  - Enciclopedia De Agostini
  - Gran Enciclopèdia Catalana
  - Hrvatska Enciklopedija
  - Internetowa encyklopedia PWN
  - Nationalencyklopedin
  - Proleksis enciklopedija
  - Store norske leksikon
  - Treccani
  - Universalis
  - Visuotinė lietuvių enciklopedija
- Notices d'autorité :   - VIAF
  - ISNI
  - BnF (données)
  - Archives nationales (France)
  - IdRef
  - LCCN
  - GND
  - Italie
  - Japon
  - Espagne
  - Belgique
  - Pays-Bas
  - Pologne
  - Israël
  - NUKAT
  - Catalogne
  - Suède
  - Vatican

#### Autres liens externes
- Mémoires de Talleyrand
- Les archives des grands officiers (dont le grand chambellan) de la Maison de l’Empereur sous Napoléon Ier sont conservées aux Archives nationales (France).
- Les archives des grands officiers (dont le grand chambellan) de la Maison du Roi, sous Louis XVIII et Charles X, sont conservées aux Archives nationales (France).
- L'association "Les Amis de Talleyrand"